# Guerra del Pacífico
La guerra del Pacífico fue un conflicto armado ocurrido entre 1879 y 1884 que enfrentó a Chile y a los aliados Bolivia y Perú. Se desarrolló en el océano Pacífico, el desierto de Atacama y las serranías y valles peruanos. En la historiografía peruana, también se le conoce como guerra del Guano y del Salitre o guerra del Salitre.
En febrero de 1878 Bolivia estableció un nuevo impuesto a la empresa chilena Compañía de Salitres y Ferrocarril de Antofagasta (CSFA), en violación del Tratado de límites de 1874. Este tratado establecía la frontera entre ambos países y prohibía aumentar o crear nuevos impuestos para las empresas chilenas durante veinticinco años. Chile protestó la subida de impuestos y solicitó someter el pleito a un arbitraje, pero el gobierno de Hilarión Daza la consideró un asunto interno y sujeto a la jurisdicción de las cortes bolivianas. Ante la violación del tratado por parte de Bolivia, Chile insistió advirtiendo que tampoco se consideraría ligado a los límites territoriales del mismo, a menos que Bolivia suspendiera el nuevo impuesto. A pesar de eso, Daza rescindió la licencia a la compañía chilena, embargó sus bienes y los puso a remate. El día del remate, el 14 de febrero de 1879, fuerzas militares chilenas ocuparon el puerto boliviano de Antofagasta, mayoritariamente habitada por chilenos, y avanzaron en pocos días hasta el paralelo 23°S. La zona entre el río Loa y el paralelo 23°S permaneció bajo soberanía boliviana.
Perú, que en 1873 había firmado con Bolivia un Tratado de Alianza Defensiva de carácter secreto, ordenó preparar sus fuerzas militares y simultáneamente envió un diplomático a Chile para mediar. Ante el avance chileno en territorio disputado, Bolivia se declaró en estado de guerra contra Chile el 1 de marzo de 1879. Tras la negativa de Perú a permanecer neutral, Chile declaró la guerra a ambos aliados el 5 de abril. El 6 de abril, Perú declaró el casus foederis, es decir, la entrada en vigor de la alianza secreta con Bolivia.
Aunque el impuesto de los diez centavos y el tratado de 1873 aparecen a primera vista como los detonantes del conflicto, las causas fundamentales de la guerra fueron profundas y complejas. Entre ellas los historiadores señalan la vaguedad de las fronteras coloniales, el interés por el negocio del salitre y la tensión producida por las diferencias entre el progreso de Chile y la inestabilidad política y económica de los aliados.
Los territorios disputados, así como las zonas aledañas, se ubican en el desierto de Atacama, y en aquel tiempo tenían acceso expedito solo por mar. En los primeros seis meses, Chile logró la supremacía naval, indispensable para conquistar las zonas costeras del desierto. Antes de fines de 1879 ocupó la provincia peruana de Tarapacá y, a comienzos de 1880, la zona de Tacna y Arica, tras lo cual Bolivia abandonó militarmente la guerra. Luego, en enero de 1881, tras vencer en las batallas de San Juan y Chorrillos y Miraflores al ejército peruano, las fuerzas chilenas ocuparon Lima. Después de estas campañas, la guerra entre Chile y Perú continuó por dos años más entre los remanentes del ejército, guerrillas y montoneros peruanos contra las fuerzas chilenas de ocupación, hasta la firma del Tratado de Ancón en 1883, en la que Perú, entre otras cosas, cedió perpetuamente el departamento de Tarapacá y le fueron retenidas temporalmente las provincias de Arica y Tacna.
Al año siguiente se firmó el Pacto de Tregua entre Bolivia y Chile de 1884, que puso fin al estado de guerra entre ambos países. Por su omisión en el tratado, Bolivia aceptó la anexión chilena de la franja 23°S-24°S. Bolivia aceptó la ocupación militar chilena de la zona entre el río Loa y el paralelo 23°S, pero su soberanía quedó en disputa y fue resuelta a favor de Chile en el Tratado de 1904 entre Chile y Bolivia. Mediante el Tratado de Lima de 1929, Tacna fue devuelta a Perú y Arica fue cedida a Chile.

## Antecedentes

### Conflicto limítrofe boliviano-chileno

Disputa limítrofe del desierto de Atacama entre Bolivia y Chile (1825-1879).

Al iniciarse la época republicana, Bolivia y Chile aceptaban que sus fronteras debían ser las mismas de la administración hispánica, norma conocida como Uti possidetis iuris. Sin embargo, la administración española nunca había tenido interés en definir estrictamente límites precisos entre regiones que le pertenecían, por lo que estos solían ser difusos, contradictorios y a menudo sobre territorios desconocidos, inhabitados o inhabitables por su clima o lejanía. : 11–12  A causa de sus apremiantes conflictos internos, los primeros límites enunciados en sus constituciones fueron imprecisos: Chile señaló en 1822 el despoblado de Atacama como límite norte : 157  y Bolivia consideró desde 1825 la costa en cuestión como perteneciente a la provincia de Potosí.: 9 
A principios de la década de 1840 se descubrieron en Tarapacá y Antofagasta grandes acumulaciones de guano y salitre, fertilizantes que empezaban a ser muy cotizados en el mercado mundial. Incidentes y reclamos entre Bolivia y Chile se sucedieron en los años siguientes, mientras que las diplomacias de ambos países argumentaban respectivamente sobre los derechos que tenían en la región, exhibiendo documentos coloniales sobre la jurisdicción de la Audiencia de Charcas o la Capitanía General de Chile.: 16 : 206–207 
Las tensiones aumentaron a tal punto que el 25 de junio de 1863 la Asamblea Legislativa boliviana autorizó al ejecutivo declarar la guerra a Chile, aunque solo después de que se agotaran todos los recursos por la vía diplomática que dieran un resultado favorable a Bolivia. : 207  Pero el Tratado de alianza defensiva y ofensiva entre Perú y Chile (1865), al que se adhirieron poco después Bolivia y Ecuador para enfrentarse a España en la guerra hispano-sudamericana, puso un paréntesis al asunto, considerándose secundaria cualquier otra disputa que no fuera el enfrentarse al enemigo común.: 17 

### Tratados de límites de 1866 y 1874
Tras la guerra contra España, Bolivia y Chile reanudaron las negociaciones y firmaron su primer tratado limítrofe el 10 de agosto de 1866, que fijó el paralelo 24°S como límite (norte-sur) y se debían compartir a medias los derechos de exportación de minerales extraídos entre los paralelos 23°S y 25°S. En 1871, el gobernante boliviano Mariano Melgarejo, bajo cuyo gobierno se firmó el acuerdo, fue derrocado y reemplazado por Agustín Morales, quien, siguiendo la corriente de la opinión pública boliviana, consideró nulos todos los actos del gobierno anterior. Pero como no se podía abrogar unilateralmente un acuerdo internacional, abrió negociaciones con Chile para revisar el tratado de 1866. Se discutieron diversos aspectos sobre la aplicación del tratado de 1866, como la definición de «minerales», la inclusión (o exclusión) del rico yacimiento de plata Mineral de Caracoles en (de) la zona de beneficios mutuos, y las dificultades en Bolivia para transferir el 50 % del impuesto recaudado en la zona a Chile. El 5 de diciembre de 1872 se firmó el acuerdo llamado de Corral-Lindsay, que fue aprobado en Chile, pero, por influencia del Perú, que quería para Bolivia un mejor arreglo, o, en todo caso, intervenir como mediador junto con Argentina, no fue aprobado en Bolivia.
Finalmente, Bolivia y Chile firmaron un nuevo tratado de límites el 6 de agosto de 1874, por el cual Chile renunció al 50 % de los impuestos en el territorio 23°S-24°S a cambio de la promesa de Bolivia de no incrementar los impuestos a los capitales y negocios chilenos durante 25 años. La frontera permaneció en el paralelo 24°S.: 216  En esa ocasión, Chile condonó las deudas bolivianas provenientes de la no transferencia del 50 % del impuesto recaudado por Bolivia en la zona de beneficios mutuos. En un protocolo adicional firmado el año 1875, ambos países acordaron, entre otros, someter a arbitraje posibles divergencias en la aplicación del tratado.

### Tratado secreto de alianza entre Perú y Bolivia de 1873

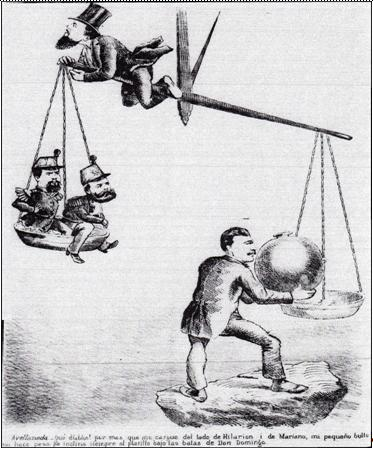
Caricatura publicada en noviembre de 1879 en la revista chilena El Barbero. Daza (a la izquierda), Prado, y el presidente argentino Avellaneda (con el sombrero de copa alta) se unen para contrarrestar, infructuosamente, la supremacía militar chilena durante la guerra, representada por una inmensa bala de cañón que ha puesto el chileno Santa María.

Frente al ímpetu de las inversiones y trabajo chileno en Tarapacá y Antofagasta,: 212  el Perú sintió amenazada su supremacía en la costa del Pacífico y firmó el 6 de febrero de 1873 un tratado secreto cuyas intenciones eran, según lo hecho público seis años después, proteger la integridad y soberanía de los países firmantes. Argentina fue invitada a firmar el pacto, su gobierno se mostró de acuerdo y solicitó la aprobación del parlamento. La Cámara de Diputados en Buenos Aires aprobó la adhesión al pacto y agregó una partida de 6 000 000: 84  pesos fuertes
 al presupuesto para la guerra, pero el Senado lo rechazó. Bolivia y Argentina disputaban la zona de Tarija y es posible que eso haya influido. Argentina propuso entonces a Perú un tratado Perú-Argentina (sin Bolivia), pero Perú rechazó la oferta. : 2280  Así pasó el año 1873, y a finales de 1874 llegó a Chile la fragata blindada Blanco Encalada que dio la supremacía naval a Chile. Tanto Perú: 2284, 2286  como Argentina no quisieron comprometerse en un tratado contra Chile. Sin embargo, cuando afloraron nuevamente, en 1875 y 1878, las tensiones fronterizas por la Patagonia, Argentina buscó ingresar al pacto, pero el Perú diplomáticamente rechazó la iniciativa.: 100  Asimismo, al comienzo de la guerra, Perú y Bolivia proyectaron ofrecer los territorios chilenos desde el 24°S al 27°S a Argentina a cambio de su ingreso a la guerra contra Chile.: 527–528 
Los historiadores consideran que el verdadero objetivo del tratado era imponer a Chile las fronteras convenientes a Perú, Bolivia y Argentina por medio de un arbitraje obligado de la alianza mientras Chile fuese militarmente débil, es decir antes de la llegada de las fragatas blindadas Cochrane y Blanco Encalada. Gonzalo Bulnes lo sumariza sosteniendo que «La síntesis del tratado secreto es: oportunidad: la condición desarmada de Chile; el pretexto para producir el conflicto: Bolivia; la ganancia del negocio: Patagonia y el salitre»;: 63  en palabras de Jorge Basadre, «El Perú defendiendo a Bolivia, a sí mismo y al Derecho, debía presidir la coalición de todos los Estados interesados para reducir a Chile al límite que quería sobrepasar»; Pedro Yrigoyen lo explica señalando que «perfeccionar la adhesión de la Argentina al Tratado de alianza Perú-boliviano, antes de que recibiera Chile sus blindados, a fin de poderle exigir a este país pacíficamente el sometimiento al arbitraje de sus pretensiones territoriales».
El historiador peruano Jorge Basadre señala que uno de los motivos del Perú para firmar el tratado, además de proteger sus salitreras, era el temor en Lima a que Bolivia fuese atraída por Chile a una alianza contra Perú que ocuparía Tacna y Arica para entregarlos a Bolivia a cambio de entregar Antofagasta a Chile.: 212 
El tratado es en sumo grado controvertido. Algunos historiadores lo consideran legítimo, defensivo y circunstancial, además de conocido por el espionaje de Chile. Otros historiadores, por el contrario, lo consideran agresivo, causante de la guerra, y desconocido para Chile. Las razones de su secreto, la invitación a Argentina y la razón por la cual Perú no permaneció neutral en circunstancias que Bolivia no había cumplido el acuerdo de 1873 al firmar el tratado de 1874 sin informarle,: 108  son discutidas hasta hoy.

### Monopolio peruano del salitre
Los ingresos provenientes de la exportación del guano, que en las décadas anteriores había sido el sostén de la bonanza económica peruana, comenzaron a caer en la década de 1870. Consciente de ello, el gobierno de Manuel Pardo y Lavalle creó por ley en 1873 un estanco del salitre, por el cual las empresas productoras debían regular su producción y los precios de acuerdo a las políticas del gobierno con el fin de evitar que el guano y el salitre, peruanos, compitieran. Pero aun antes de entrar en vigor la ley, el gobierno debió retirarla porque sus costos serían mayores a las ganancias obtenidas. En 1875 el mismo gobierno decidió estatizar todas las empresas salitreras y de esa manera controlar el precio del salitre.
El proyecto del gobierno peruano debió enfrentar para ello a la Compañía de Salitres y Ferrocarriles de Antofagasta (CSFA), una empresa chilena, radicada en Valparaíso, con una minoría de 34 % de capital británico (Casa Gibbs de Londres) que tras los avatares de la política interna boliviana había obtenido el 27 de noviembre de 1873 una licencia del gobierno boliviano para explotar los depósitos de nitrato del Salar del Carmen y Las Salinas en Antofagasta libre de impuestos por 15 años, además del derecho a construir un ferrocarril desde Antofagasta al interior.
Las salitreras operadas por la CSFA en Bolivia impedían al Perú controlar el precio internacional del nitrato,: 137 : 124, 130  por lo cual el gobierno peruano trató de hacer valer su influencia sobre Bolivia para impedir esa competencia. Por medio de un testaferro, Henry Meiggs, Perú compró las licencias bolivianas de explotación de los recién descubiertos depósitos de «Toco», al sur del río Loa,: 137  impidió la firma del acuerdo Corral-Lindsay y quiso impedir la firma del tratado de límites de 1874 (que eximía de impuestos a las compañías chilenas del salitre) e imponer una mediación de Perú y Argentina para definir las fronteras de Chile. En 1878 el socio británico de la CSFA, que era también encargado de vender el salitre peruano en Europa, la Casa Gibbs, presionó a la gerencia de la CSFA para que limitara su producción y advirtió a la gerencia que tendrían dificultades administrativas en Bolivia por encargo de un gobierno «limítrofe» (the interest of a neighbouring Government) si no reducían sus expectativas. : 69  En el cenit de la crisis, el 14 de febrero de 1879, se esperaba que el cónsul peruano en Antofagasta sería el mayor postor en el remate de la CSFA.: 164 

## Crisis

### Impuesto de los 10 centavos
El municipio de Antofagasta ya había intentado imponer impuestos a la CFSA. El primero, en 1875, fue de 3 centavos por quintal exportado y fue rechazado por el Consejo de Estado de Bolivia presidido por Serapio Reyes Ortiz «por violar el Tratado de Límites de 1874 y la licencia de noviembre de 1873».: 138–139  El segundo, en 1878, y anterior al de los 10 centavos, fue por el alumbrado público y estaba, durante la crisis, suspendido tras el depósito de 200 pesos bolivianos. : 395 .: 138–139 
En 1878, la asamblea de Bolivia se abocó al estudio de la licencia a la CSFA de noviembre de 1873, basándose en una interpretación de la ley del 22 de diciembre (que dio lugar a la licencia de 1873) que entendía que todas las renegociaciones debían ser aprobadas por el congreso. La empresa sostenía que solo en caso de desavenencia entre el gobierno y la empresa. Finalmente la Asamblea Nacional Constituyente boliviana mediante una ley del 14 de febrero de 1878 aprobó la licencia a condición de que la compañía pagara un impuesto mínimo de 10 centavos por quintal de salitre exportado, en abierta violación al tratado de límites de 1874 y a la licencia de 1873 en que Bolivia se había comprometido a no subir ni crear nuevos impuestos en 25 años a las empresas chilenas.
La CSFA se negó a pagar el impuesto, solicitó y obtuvo la representación del gobierno chileno, desencadenándose un conflicto diplomático, amén de un conflicto interno en el gobierno chileno entre algunos de sus miembros que eran accionistas en la CSFA y otros que tenían intereses invertidos en Bolivia que temían perderlos si el conflicto llegaba a mayores.
A lo largo de los meses siguientes, el gobierno boliviano, que consideraba el asunto solo pertinente a los tribunales bolivianos,: 32  se abstuvo de implementar la ley mientras se discutían las objeciones presentadas por el gobierno chileno. El 8 de noviembre, el canciller chileno envió una nota al gobierno boliviano indicando que el Tratado de 1874 podría declararse nulo si se insistía en cobrar el impuesto, renaciendo los derechos de Chile anteriores a 1866. Aunque ambas partes propusieron la resolución del conflicto por vía de un arbitraje, tal como lo contemplaba el Protocolo de 1875, este no llegó a realizarse ya que mientras el gobierno de Chile exigía que se suspendiera la ejecución de dicha ley hasta que su legalidad fuese determinada por un árbitro, el gobierno de Bolivia exigía que el blindado Blanco Encalada y sus fuerzas navales se retiraran de la bahía de Antofagasta.

### Rescisión de contrato, cobro de impuestos y ocupación chilena de Antofagasta
El 6 de febrero, aduciendo que la CSFA no había aceptado la nueva ley, el gobierno de Bolivia rescindió el contrato con la CSFA y ordenó embargar y rematar sus bienes para cobrar los impuestos generados desde febrero de 1878.: 166–168  Ante esta situación, el presidente chileno Aníbal Pinto ordenó la ocupación de Antofagasta,: 189  que fue realizada sin resistencia el 14 de febrero de 1879 por 200 soldados chilenos entre el aplauso de la población mayoritariamente chilena. La guarnición boliviana del lugar ante la imposibilidad de resistir se retiró al interior.: 190–192 

### Mediación de Perú, declaraciones de guerra ycasus foederis

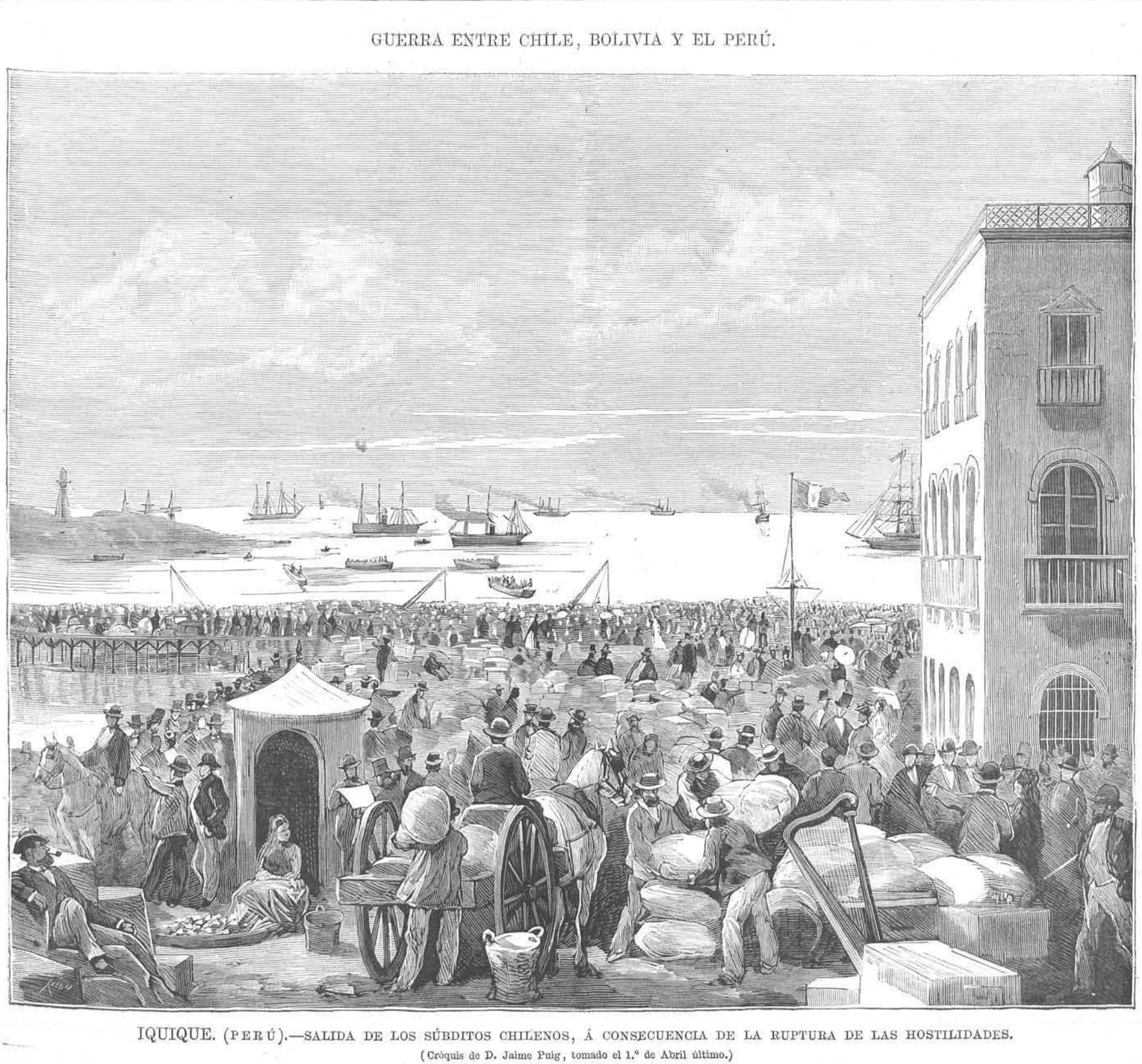
Grabado que muestra la espera de los chilenos para intentar abandonar Perú.

La medida de fuerza del gobierno chileno inició gestiones diplomáticas en las tres cancillerías. Sin embargo, la mutua desconfianza aumentaba con los preparativos bélicos en los tres países, y las demostraciones «patrióticas» en las calles impedían un acercamiento de las posiciones. En los tres países había fuertes corrientes públicas que pregonaban la guerra y hacían temer a los mandatarios que si no iban a la guerra serían depuestos por los partidarios de la guerra. Más todavía, Hilarión Daza, el gobernante boliviano, a pesar de encontrarse su país insuficientemente preparado para la guerra, decretó una serie de medidas contra residentes chilenos en Bolivia y sus propiedades.
El 16 de febrero, llegó a Lima el ministro boliviano Serapio Reyes a fin de exigirle al gobierno peruano que cumpliera con el tratado de alianza defensiva de 1873. Las noticias de la ocupación de Antofagasta llegaron a La Paz el 22 de febrero,: 209  por una carta enviada por el cónsul boliviano en Tacna. El 26 de febrero, Daza decretó el estado de sitio en Bolivia.: 210 
Perú trató de persuadir al gobierno de La Paz para someterse a un arbitraje con la misión de José Luis Quiñones,: 230-  y ordenó preparar su armada y alistar su ejército : 37  mientras intentaba obtener de Argentina su ingreso a la alianza o por lo menos barcos de guerra como empréstito o en compra. : 151  Para mediar en el conflicto, envió a su ministro plenipotenciario José Antonio de Lavalle a Chile con una oferta de mediación bajo la condición de que Chile se retirase de Antofagasta, pero sin garantía de que Bolivia levantaría el embargo de la propiedad o suspendería el impuesto. El canciller chileno inquirió al plenipotenciario peruano sobre la existencia de un «Tratado Secreto» firmado con Bolivia en 1873. Lavalle, que a más tardar lo conocía desde el inicio de su viaje, soslayó la pregunta y le indicó que en la comisión diplomática del congreso a la que él había pertenecido no se había tocado ese tema.
El 1 de marzo, el gobierno de Bolivia emitió un decreto en el que declaró el estado de guerra, la interrupción del comercio y las comunicaciones con Chile, la expulsión de los residentes chilenos, el embargo de sus bienes, propiedades e inversiones, y reversión de toda transferencia de intereses chilenos hecha con posterioridad al 8 de noviembre,: 211–212  cuando el gobierno chileno había advertido de las consecuencias de la no suspensión del impuesto en cuestión.
El 17 de marzo el ministro plenipotenciario de Chile en Lima exigió al gobierno peruano una declaración de neutralidad. Tres días más tarde, el presidente peruano reconoció ante el representante chileno que el tratado secreto existía y que convocaría al congreso peruano para el 24 de abril a razón de evaluar qué actitud tomar ante Chile y Bolivia.: 148  Ambas medidas, la mediación y la convocación al congreso, fueron entendidas en Chile como un ardid peruano para ganar tiempo.: 152 
Por otra parte, tras la ocupación de Antofagasta, las fuerzas chilenas habían consolidado la ocupación de los territorios comprendidos entre los paralelos 23°S y 24°S que Chile consideraba suyos tras la violación del tratado. Luego a consecuencia de la declaración de guerra de Bolivia se continuó el avance sobre el litoral boliviano hasta la desembocadura del río Loa, la frontera sur del Perú. El 21 de marzo fueron ocupados simultáneamente los puertos de Cobija y Tocopilla, ambos sin resistencia. El 23 de marzo, tuvo lugar el combate de Calama, en la que los soldados chilenos vencieron a un grupo de milicianos bolivianos organizados en el sector, y ocuparon dicho poblado. El gobierno chileno consideró este avance solo como temporal a causa de una necesidad militar y ofreció a las autoridades civiles bolivianas continuar en sus funciones, lo que fue rechazado.
El 5 de abril, Chile declaró la guerra a Bolivia y Perú. Al primero por la imposibilidad de lograr un acuerdo con las autoridades bolivianas y al segundo por no declarar su neutralidad y considerar la espera de la resolución del congreso peruano como un mero ardid para prepararse militarmente para una confrontación. El 6 de abril Perú declaró el casus foederis conforme al tratado de alianza con Bolivia.: 250 
El resto de los países sudamericanos se limitó a observar. En Argentina el entonces presidente Nicolás Avellaneda manifestaba una simpatía por la causa de los aliados, pero mantuvo una neutralidad formal. Gran parte de la opinión pública de Brasil, incluido el emperador Pedro II y su corte, simpatizaban con Chile, al punto de que el gobierno chileno se enteró del Tratado Secreto de 1873 gracias a la gestión del embajador Juan do Ponte Ribeyro, que hizo llegar una copia del acuerdo al gobierno. El gobierno chileno envió también una misión a Colombia para detener la venta de armas a Perú por parte de ese país a través del istmo de Panamá, pero la gestión ante el gobierno de Julián Trujillo Largacha fue un rotundo fracaso. Otra misión chilena fue enviada a Ecuador, donde mientras los guayaquileños simpatizaban con Perú, los quiteños adherían a la posición chilena. El gobierno de ese país, en manos del general Ignacio de Ventimilla evitó que el conflicto se proyectara a su país y se comprometió ante una embajada chilena a mantener una estricta neutralidad.

## Desarrollo

### Fuerzas en guerra
| Chile | Perú                                | Bolivia       |
| --- | ----------------------------------- | ------------- |
| En enero 1879, antes de la guerra                                                                               |                                     |               |
| 2440 | 5557                                | 1687          |
| En enero 1881, ocupación de Lima                                                                                |                                     |               |
| ante Lima: 27 000                                                                                               | Ejér. de Lima: 25-35 000            | En Bolivia: ? |
| en Tarapacá y Antofagasta: 8000                                                                                 | en Arequipa: 13 000                 |               |
| en Chile: 6000                                                                                                  | Ejér. del Norte: (unido al de Lima) |               |
| 1. 2. 3. 4. 5. 6. 7. 8. - Diferentes estimaciones por autor son dadas por Valentina Verbal Stockmayer, pág. 153 |                                     |               |

| Modelo                               | Cantidad | Calibre mm | Cañón kg | Alcance m | Proyectil kg |
| ------------------------------------ | -------- | ---------- | -------- | --------- | ------------ |
| Chile                                |          |            |          |           |              |
| Cañón de montaña Krupp M1873 L/21    | 12-16    | 60         | 107      | 2500      | 2.14         |
| Cañón de campaña Krupp M1867 L/25    | ?        | 78.5       | ?        | 3000      | 4.3          |
| Cañón de montaña Krupp M1879 L/13    | 38       | 75         | 100      | 3000      | 4.5          |
| Cañón de montaña Krupp M1879-80 L/74 | 24       | 87         | 305      | 4600      | 1.5          |
| Cañón de campaña Krupp M1880 L/26    | 29       | 75         | 100      | 4800      | 4.3          |
| Cañón de campaña Krupp M1873         | 12       | 87         | 450      | 4800      | 6.8          |
| Armstrong M1880 (de bronce)          | 6        | 66         | 250      | 4500      | 4.1          |
| Modelo 59 Emperador                  | 12       | 87         | ?        | 323       | 11.5         |
| Cañón de campaña La Hitte M1858      | 4        | 84         | ?        | 342       | 4035         |
| Cañón de montaña La Hitte M1858      | 8        | 86.5       | ?        | 225       | 4035         |
| Perú                                 |          |            |          |           |              |
| Cañón White (de montaña)             | 31       | 55         | ?        | 2500      | 2.09         |
| Cañón White (de campaña)             | 49       | 55         | ?        | 3800      | 2.09         |
| Cañón Grieve (de acero)              | 42       | 60         | 107      | 2500      | 2.14         |
| Bolivia                              |          |            |          |           |              |
| Cañón de montaña Krupp M1872 L/21    | 6        | 60         | 107      | 2500      | 2.14         |
| 1.                                   |          |            |          |           |              |

Es opinión entre los historiadores neutrales que ninguno de los beligerantes estaba preparado para la guerra, ni financiera ni militarmente.: 7  Ningún país tenía un estado Mayor,: 24  ni suficientes ambulancias,: 89  ni servicio de abastecimiento.: 24  Sus naves de guerra se encontraban en pésimo estado.: 106  En el caso de Chile, por ejemplo, la dotación militar efectiva había sido reducida continuamente de 3776 a 2400 soldados desde 1867 a 1879. : 140  y ninguna de las unidades estaba estacionada al norte de Valparaíso, a más de 1700 km de Iquique: 143  y significaban solo el 0,1 % de la población. En la armada de Chile al final de la guerra, el 53 % de los primeros ingenieros, el 20 % de los segundos ingenieros y el 8 % de los aprendices eran extranjeros.: 105  El gobierno del Perú había cesado el pago de la deuda externa y en Bolivia había epidemias y hambre.
Según W. Sater, Chile y Perú llegaron a enlistar temporalmente al 2 % de su población masculina y Bolivia solo al 1 %.: 21–22  Se debe considerar que ambos ejércitos aliados profesionales del comienzo de la guerra fueron desbandados tras la batalla de Tacna y debieron ser reagrupados o formados nuevamente.
Los aliados tenían, a primera vista, algunas ventajas sobre el país del sur. Su población y sus tropas doblaban a las chilenas en número y el puerto peruano del Callao era con sus defensas de artillería casi inexpugnable para la flota chilena y ofrecía un refugio seguro a las naves peruanas. En el Callao una firma inglesa ofrecía los servicios de un dique flotante para naves de hasta 3000 t lo que permitía complicadas reparaciones de sus barcos, de lo que hizo uso reparando sus naves antes de la guerra.: 119  Quizás fueron estas las razones por las que la prensa internacional en un comienzo dio por segura la derrota de Chile. La ambivalente actitud argentina y el permanente conflicto araucano ensombrecían las expectativas chilenas.: 109  Como afirma Basadre sobre la opinión pública de su país:: 240  «Se desconocía entonces el verdadero poder de Chile y las espantosas consecuencias de la guerra, y se creía, por las gentes poco avisadas, que, como en conjunto, los países aliados eran más extensos que Chile, lograrían la victoria finalmente».
Otros observadores: 253  hicieron un análisis más profundo, que mostraba ventajas chilenas tanto políticas como militares. Chile tenía desde 1833 un régimen político estable que le había permitido desarrollar y fortalecer sus instituciones. Entre ellas, su ejército y su armada tenían un mando formado en una escuela de oficiales,: 44  tropas fogueadas en la guerra de Arauco : 43  y uniformidad en el armamento (casi todos los fusiles chilenos de infantería, Comblain y Gras, usaban munición de 11 mm con vaina metálica y poseían bayoneta). La armada de Chile poseía 2 blindados que eran, por el espesor de sus corazas, casi imbatibles para la armada del Perú. Aunque existieron en Chile disputas entre militares y civiles por la dirección de la estrategia, siempre hubo un primado de lo político por sobre lo militar. : 616  Su abastecimiento desde Europa podía realizarse a través del Estrecho de Magallanes que solo una vez fue amagado por la Marina del Perú.
En los ejércitos aliados, la falta de dedicación a sus funciones profesionales llevó a una situación en que se tenían varios tipos de fusiles con munición diferente para cada uno y a veces sin bayoneta, haciendo más difícil la instrucción de los reclutas, la manutención del equipo y el municionamiento durante la guerra. (W. Sater lista once tipos diferentes de fusiles aliados y solo cinco chilenos). La Armada del Perú tenía antes de la guerra una buena parte de sus tripulaciones formadas por chilenos y tras su expulsión solo pudieron ser reemplazados por otros extranjeros. Los aliados tampoco poseían una artillería ni caballería comparable a la chilena. Al contrario del chileno, el abastecimiento aliado pasaba a través de terceros países, sujetos a la influencia de la diplomacia y la armada de Chile.
A ello se debe agregar que una vez en posesión de los recursos del guano y del salitre de Tarapacá, Chile percibió ingresos que le permitieron financiar la guerra, los que le faltaron al Perú y que tras la ocupación de Tacna y Arica, el comercio boliviano hacia y desde el Pacífico fue controlado por Chile.

### Campaña naval
| Barco de guerra | Desp. (t.l.) | Potencia Caballos de vapor | Velocidad (Nudos) | Blindaje (Pulgadas) | Artillería principal | Año de Const. |
| Chile | Chile        | Chile                      | Chile             | Chile               | Chile                | Chile         |
| --- | ------------ | -------------------------- | ----------------- | ------------------- | -------------------- | ------------- |
| Cochrane | 3560         | 3000                       | 9–12.8            | hasta 9             | 6x9 Inch             | 1874          |
| Blanco Encalada | 3560         | 3000                       | 9–12.8            | hasta 9             | 6x9 Inch             | 1874          |
| Perú |              |                            |                   |                     |                      |               |
| Huáscar | 1130         | 1200                       | 10–11             | 4½                  | 2x300–pounders       | 1865          |
| Independencia | 2004         | 1500                       | 12–13             | 4½                  | 2x150–pounders       | 1865          |
| W. Sater advierte que hay numerosas diferencias entre los autores sobre los datos técnicos de los buques, quizás porque se refieren a diferentes momentos. |              |                            |                   |                     |                      |               |

A comienzos de la guerra era evidente que antes de cualquier operación militar en un terreno tan difícil como el desierto de Atacama, debía ganarse el control de los mares. En esta campaña solo se enfrentaron las fuerzas navales de Chile y Perú, ya que Bolivia no contaba con una, y si bien el gobierno de este país intentó recurrir al corso para suplirlo, esto no prosperó.
El poder de la escuadra chilena se basaba en las fragatas blindadas gemelas, Cochrane y Blanco Encalada. El resto de la escuadra estaba formada por las corbetas Chacabuco, O’Higgins, Esmeralda y Abtao, la cañonera Magallanes y la goleta Covadonga, todas ellas de madera.
Los buques capitales de la escuadra peruana eran la fragata blindada Independencia y el monitor blindado Huáscar. Completaban la escuadra peruana los monitores fluviales Atahualpa y Manco Cápac, la corbeta de madera Unión y la cañonera de madera Pilcomayo.
Con el objetivo de asfixiar la economía peruana de exportación: 413–414  y forzar la salida del Callao de la escuadra peruana para dar una batalla en altamar,: 195–197  la escuadra chilena bloqueó el puerto peruano de Iquique desde el 5 de abril y también bombardeó los débilmente defendidos puertos de Pabellón de Pica, Huanillos, Mollendo y Pisagua. Sin embargo, la flota peruana, evitó el combate con unidades chilenas que fueran superiores y utilizó el espacio y el tiempo dado para una estrategia más audaz de ataque a las líneas de transporte y a los desguarnecidos puertos chilenos, entre otros. Durante esas operaciones ocurrió el 12 de abril el combate naval de Chipana, sin un claro vencedor.
El 16 de mayo el grueso de la flota chilena salió de Iquique con dirección al Callao con el objetivo de batir la flota peruana, dejando a sus dos buques de menor poder para mantener el bloqueo del puerto. El mismo día, salieron del Callao los dos buques capitales del Perú rumbo a Arica. Durante la navegación se cruzaron ambas fuerzas sin avistarse y cuando el alto mando naval peruano se enteró de que solo débiles naves bloqueaban Iquique, aprovechó la oportunidad inmediatamente y envió a sus buques a romper el bloqueo.
El 21 de mayo, en el combate naval de Iquique, el monitor blindado Huáscar logró hundir a la corbeta Esmeralda. En el mismo día, la fragata blindada Independencia se enfrentó con la goleta Covadonga, la que astutamente dirigida logró que su adversario, en su afán de espolonearla, encallara en el combate naval de Punta Gruesa y que terminó sufriendo el bombardeo de esta. El resultado de ese día en Iquique y Punta Gruesa caló hondo en ambos países: en Chile aumentó el fervor patriótico y al Perú, si bien se levantó temporalmente el bloqueo de Iquique, le costó la pérdida de la unidad más poderosa de su armada.: 137  El 1 de junio, el grueso de la escuadra chilena volvía de su infructuosa expedición al Callao enterándose de los hechos y restableciendo el bloqueo de Iquique hasta el 2 de agosto.
Pese a la inferioridad técnica en la que ahora se encontraba la marina peruana, el monitor blindado Huáscar logró con sus correrías mantener en jaque a la escuadra chilena durante 4 meses y medio en las que atacaba sorpresivamente transportes chilenos, hostilizaba sus líneas de comunicación, bombardeaba instalaciones militares de los puertos y evitaba con su velocidad a los blindados chilenos, incluso en cierta ocasión intentó torpedearlos, pero sin éxito. El punto culminante de las correrías del monitor blindado Huáscar fue la captura del vapor Rímac con el regimiento de caballería Carabineros de Yungay a bordo, el 23 de julio. La captura causó una crisis en el gobierno chileno que provocó la renuncia del gabinete y del jefe de la armada de Chile.: 397–400  La corbeta Unión que también participó en estas correrías para hostilizar a las fuerzas chilenas, fue enviada a Punta Arenas para capturar los transportes con armas que debían pasar por ese puerto. Zarpó de Arica el 31 de julio, en pleno invierno, y llegó al lejano lugar el 16 de agosto.: 404  Aunque no logró su objetivo, fue una demostración de decisión y capacidad de los marinos peruanos.: 403 
Tras las reparaciones de caldera y carena de los buques capitales chilenos, la flota chilena fue organizada en 2 divisiones destinadas solo a la eliminación del Huáscar. El 8 de octubre, fue capturado el Huáscar en el decisivo combate naval de Angamos. La corbeta Unión, por su parte, logró escapar de los otros buques chilenos gracias a su mayor velocidad.
A partir del combate de Angamos, la escuadra chilena pudo convoyar y apoyar al ejército en sus operaciones en tierra, así como también a hostilizar las costas peruanas y bloquear sus puertos para impedir el abastecimiento del ejército peruano o la llegada de refuerzos. Técnica y numéricamente disminuida, la escuadra peruana se limitó a abastecer en lo posible sus fuerzas terrestres evitando enfrentamientos con la flota adversaria. Los intentos de los agentes del gobierno de adquirir nuevas unidades navales de consideración en el extranjero fracasaron. Durante este período se producen algunas acciones como la captura de la cañonera Pilcomayo el 18 de noviembre, el combate naval de Arica el 27 de febrero de 1880 y la doble ruptura del bloqueo de dicho puerto el 17 de marzo.

#### Bloqueo de El Callao
En la etapa final de la campaña naval, la flota chilena sostuvo un bloqueo en el Callao iniciado el 10 de abril de 1880. Durante esas operaciones se dieron varios enfrentamientos menores entre unidades chilenas y peruanas (destacando entre ellas el Combate de lanchas torpederas en la noche del 24 al 25 de mayo de 1880), y también la flota chilena realiza bombardeos a las defensas del puerto. En estas acciones, los peruanos logran hundir con el uso de artefactos explosivos y torpedos la goleta Covadonga, el transporte artillado Loa y la lancha torpedera Janequeo. Pese a esos pequeños triunfos peruanos, la escuadra chilena mantuvo el bloqueo firmemente y luego, tras las derrotas del ejército peruano en Chorrillos y Miraflores, ocurridas el 13 y 15 de enero de 1881 respectivamente, donde además algunos buques de la escuadra apoyaron al ejército chileno atacando las posiciones peruanas cercanas a la costa, la autoridad naval peruana en el Callao ejecutó el 17 de enero la destrucción de las baterías y los buques que aún le quedaban a la marina peruana, entre ellos la corbeta Unión, para evitar su captura por los chilenos.
Durante la campaña de la Breña los buques chilenos transportaron destacamentos y material de guerra por la costa peruana. En la fase final de esa campaña, en 1883, la torpedera Colo Colo fue transportada por ferrocarril desde el puerto de Ilo hasta Puno, y de allí lanzada a las aguas del lago Titicaca para patrullar la zona y evitar el posible uso militar de esta vía por fuerzas peruanas o bolivianas.

### Campañas terrestres

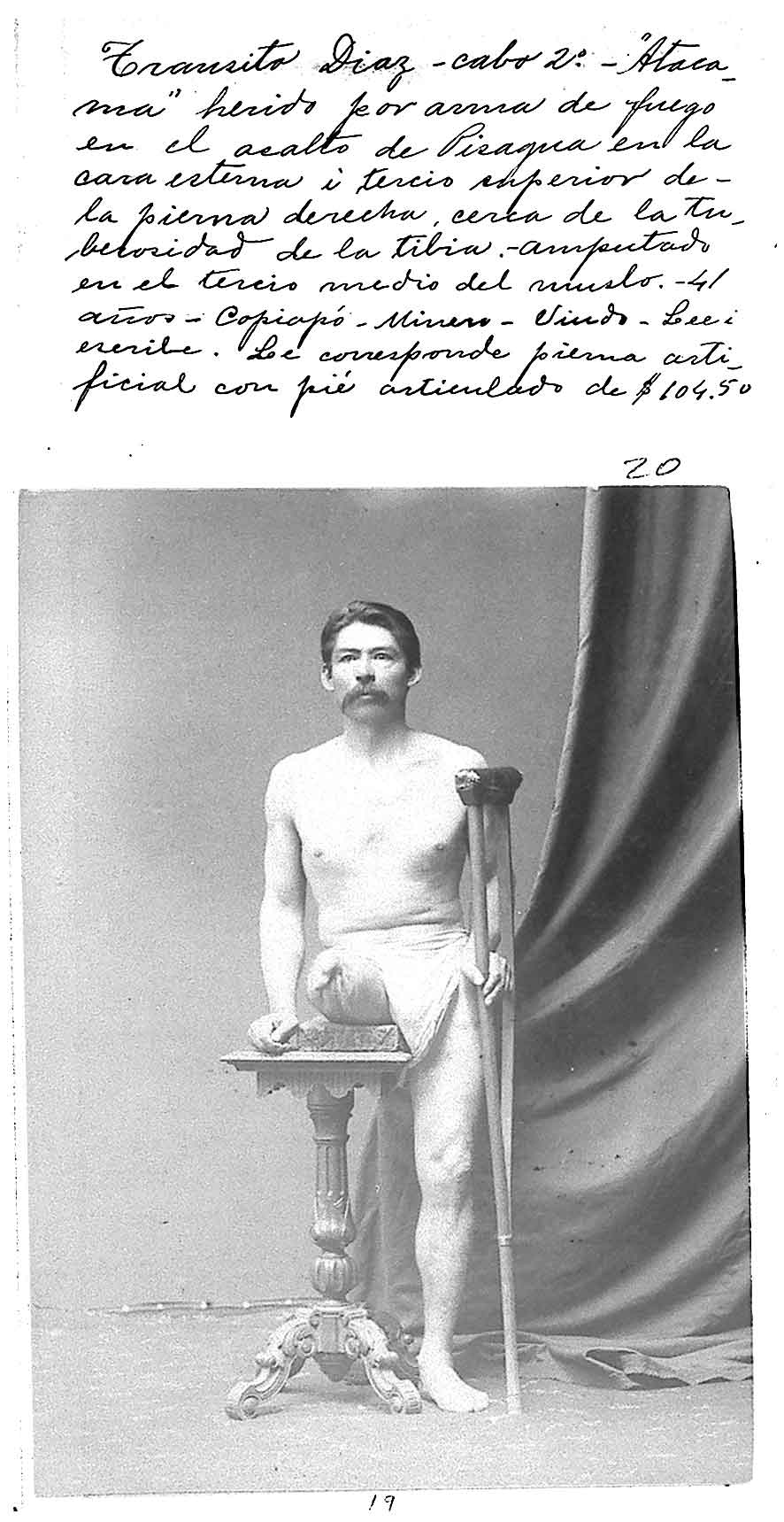
Foto que muestra al minero de Copiapó Tránsito Díaz, cabo 2.º del Ejército de Chile, mutilado en el Desembarco de Pisagua. La foto pertenece al Álbum de inválidos de la guerra del Pacífico, una serie de 130 registros fotográficos ordenados por el gobierno de Domingo Santa María para demostrar el otorgamiento de pensiones y prótesis a los heridos de guerra. 4081 soldados chilenos regresaron inválidos, 10 % del total de la movilización. En el año 2008, 280 mujeres recibían pensión estatal en Chile por ser hijas o viudas de veteranos de la guerra.

Con la extensa costa peruana sin protección naval desde octubre, excepto puntualmente por su poderosa artillería costera, las fuerzas chilenas pudieron elegir el lugar donde continuar la guerra. Según Carlos Dellepiane, : 76  existían tres alternativas, la zona de Lima, Arica-Tacna y Pisagua-Iquique. Lima era el centro político del Perú, pero su ocupación no garantizaba la rendición. Arica-Tacna era un centro de las comunicaciones con la zona sur, puerto usado por Bolivia y daba acceso a la zona de Arequipa. Tarapacá, es decir, Pisagua-Iquique, era la fuente de la riqueza peruana, de donde se extraía el guano y el salitre y donde los aliados habían concentrado sus fuerzas militares. Las zonas de Arica e Iquique eran, cada una, compartimientos estancos sin acceso expedito por tierra al resto del Perú. J. Basadre cita la posibilidad de un desembarco chileno cerca de Lima ya en 1879 y señala al historiador chileno Wilhelm Ekdahl que hubiera aconsejado abandonar el sur del Perú y fortalecerse en Lima hasta restablecer el equilibrio naval o encontrar nuevos aliados. Pero, contradice Basadre, hubiese sido «tremendo y humillante» rendir esas regiones, además de una pérdida económica enorme y por lo demás inútil, pues Chile se interesaba por los ingresos salitreros provenientes de Tarapacá, y su ocupación sin resistencia hubiese significado probablemente el fin de la guerra. : 15  Debe agregarse, por el lado de Chile, que al comienzo de la guerra, la organización, conocimiento y experiencia estaban todavía lejos del nivel alcanzado en 1881.
La guerra terrestre puede ser dividida en cuatro campañas, donde las tres primeras llevaron sucesivamente a la ocupación chilena de las regiones de Tarapacá, Arica-Tacna, y Lima y la cuarta, la campaña de la Breña, desarticuló la última resistencia peruana. Sin embargo, existen otros hechos militares de la guerra terrestre que no están necesariamente incluidas en esas cuatro campañas, como la resistencia boliviana en el litoral, la expedición de Lynch a la costa norte del Perú y la ocupación de Arequipa, que algunos la consideran aparte.

### Concentración de fuerzas aliadas en Tarapacá y Arica
El 7 de marzo, al comienzo de la mediación de Lavalle, salieron los primeros batallones peruanos desde el Callao (algunos desde Ayacucho) rumbo a Arica, Iquique, Pisagua y Molle. Algunos se formaron con voluntarios, peruanos y bolivianos, de la zona. En total, según Dellapiane, quedaron 4452 soldados estacionados en Tarapacá y 4000 en Arica.: 62-  El 30 de abril llegaron a Tacna desde La Paz tras 13 días de marcha 4500 (6000 según Dellepiane) soldados bolivianos bajo las órdenes de Hilarión Daza para unirse a las fuerzas peruanas mandadas por el general Juan Buendía y Noriega y tomar el mando del ejército aliado. Las fuerzas aliadas se distribuyeron en torno a los lugares donde se podía esperar un desembarco chileno: Iquique-Pisagua (Buendía) y en Arica-Tacna (Daza). También habían refuerzos, en Arequipa al mando de Lizardo Montero y en el sur de Bolivia al mando de Narciso Campero, que debían confluir a la costa una vez conocido el lugar del desembarco. Sin embargo, las fuerzas militares de Montero no fueron movilizados a tiempo. Los últimos refuerzos, cerca de 1500 hombres, llegaron el 1 de octubre a Iquique.: 67 

### Resistencia boliviana en el litoral y la divisiónerrantede Campero
Tras la resistencia en Calama, el más importante enfrentamiento en el Litoral fue el combate de Río Grande el 10 de septiembre de 1879.
El 11 de octubre salió de Cotagaita la 5.ª División del ejército boliviano bajo el mando de Narciso Campero en una penosa marcha falta de pertrechos y municiones con órdenes y contraórdenes a través del altiplano.: 355–365  (ver desplazamientos en Mapa de desplazamientos de la 5. división) Un destacamento de esta división avanzó hacia el oeste y enfrentó a algunos piquetes enemigos en Chiu-Chiu (2 diciembre) y en el combate de Tambillo (6 diciembre).: 366–367 

### Campaña de Tarapacá

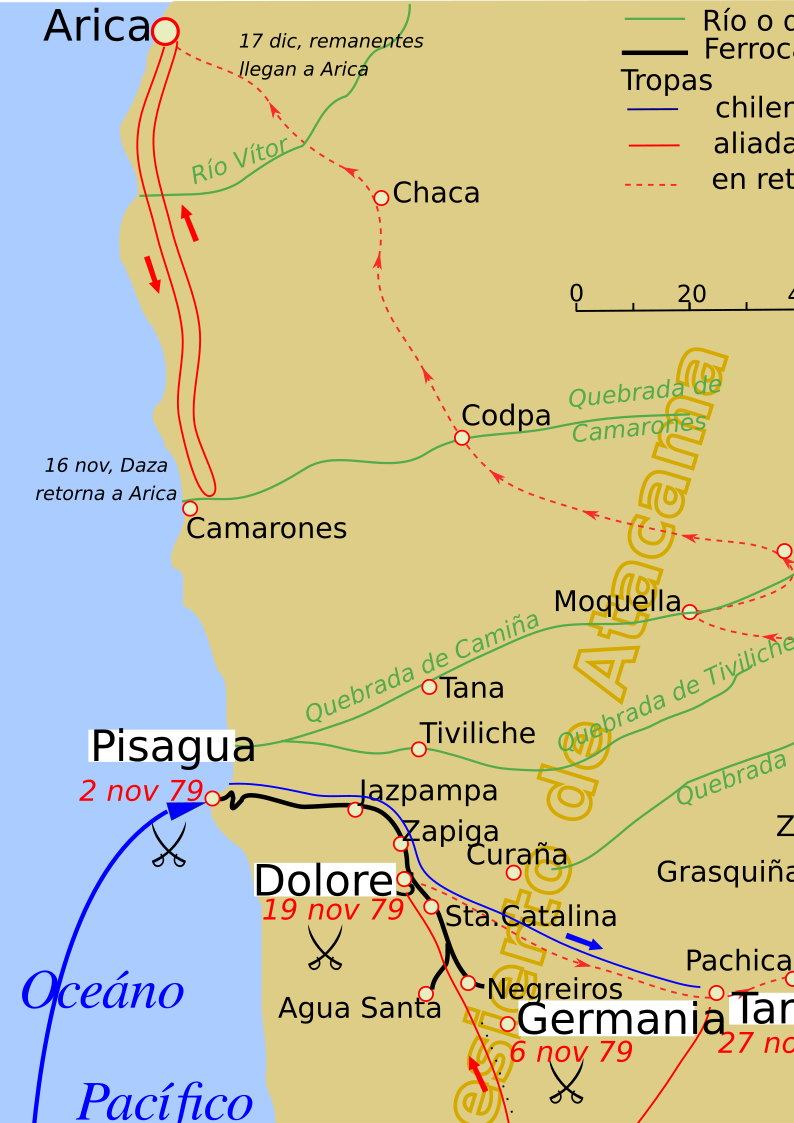
Desembarco y marcha de tropas aliadas y chilenas durante la campaña de Tarapacá, en noviembre de 1879.

El ejército chileno comenzó la invasión del Perú el 2 de noviembre de 1879 con el desembarco de 9900 hombres y 880 animales en Pisagua, 550 km al norte de Antofagasta, en una de los primeros desembarcos anfibios de la era moderna. : 107  Tras la neutralización de las baterías costeras por la artillería naval los atacantes desembarcaron desde botes de fondo plano (especialmente construidos) y vencieron a las fuerzas bolivianas y peruanas que defendían el puerto. Tras la ocupación del puerto y la zona aledaña fue enviada al interior una avanzada de caballería para obtener información del enemigo. En el trayecto enfrentó y derrotó una avanzada de caballería aliada el 6 de noviembre en el combate de Pampa Germania (o Agua Santa). Las fuerzas aliadas se desplegaron para atacar a los chilenos desde Iquique por el sur, y desde Arica por el norte. Sin embargo, Daza, que dirigía las fuerzas venidas desde Arica, inexplicablemente, volvió al norte sin entrar en batalla. Las fuerzas chilenas acampadas en Dolores derrotaron a las aliadas venidas desde Iquique el 19 de noviembre en la batalla de Dolores (o San Francisco) tras la cual el puerto de Iquique, bloqueado ahora por tierra y por mar, se entregó sin resistencia el 23 de noviembre. Posteriormente, una división chilena que avanzó en persecución de los aliados fue derrotada el 27 de noviembre en la batalla de Tarapacá, un pequeño poblado ubicado en el interior de la región. Pese al triunfo, los aliados sin refuerzos ni apoyo logístico para mantener la posición y rechazar nuevos ataques se retiraron a Arica en una penosa marcha. Con este hecho finalizó la campaña y Chile quedó dueño de la región que había albergado al 10 % de la población del Perú y le daba a este un ingreso anual de ₤ 28 millones por la producción de nitrato.

### Situación interna en los países beligerantes hasta la caída de Iquique
Chile tenía un gobierno elegido y estable, pero los desastres de la campaña naval demostraron que los estrategas de su flota no estaban preparados para la guerra y durante las campañas terrestres el ejército tendría también problemas de abastecimiento, ambulancias y mando. Los desaciertos desataron la ira popular y habían obligado al gobierno a cambiar al «esclerótico»: 137  comandante en jefe de la armada Williams Rebolledo por Galvarino Riveros y al «avejentado»: 170  comandante en jefe del ejército Justo Arteaga por Erasmo Escala, quien posteriormente renunciaría por desavenencias con el ministro de guerra Rafael Sotomayor, quedando al mando del ejército Manuel Baquedano. En el plano de alianzas, Chile buscaba segregar Bolivia del pacto con Perú.: 289–295  G. Bulnes escribe: «El objeto de la política boliviana era ahora el mismo de Antes: conquistar Tacna i Arica para Bolivia, colocar a esta como Estado intermediario entre Chile i el Perú, creyendo que de esa manera Lima i el Perú entero se someterían a las condiciones de paz que se les impusieran. Esto se llamaba en el lenguaje convencional de los iniciados "arreglarse con Bolivia"». : 14  Asimismo, el gobierno debía negociar con Argentina un tratado que fijase la frontera e impidiera su entrada en la guerra al lado de Perú y Bolivia. En el plano técnico, el gobierno de Chile reorganizó el ejército en divisiones, unidades que pueden vivir y combatir aisladamente, para lo que es necesario que tengan todas las armas (infantería, artillería, caballería) y los requeridos servicios (intendencia, sanidad, estado mayor, etc.), impidiendo así que el comandante en jefe tuviera que dirigirse, para una operación cualquiera a cada uno de los jefes de cuerpo.
Tras la ocupación de la zona salitrera de Iquique, el gobierno chileno privatizó las oficinas que habían sido nacionalizadas por el estado peruano devolviéndolas a los tenedores de bonos peruanos. La alternativa de crear una empresa estatal que gestionara la producción y venta del nitrato fue desechada por onerosa dado que el estado chileno debía financiar la guerra y movilizar al frente de guerra una parte importante de su fuerza de trabajo además de que los acreedores europeos de los bonos peruanos exigían el pronto pago de sus deudas. En 1879 el estado chileno comenzó a cobrar un impuesto de 0,40 $ por quintal métrico (100 kg) de salitre exportado y en 1880 el impuesto aumentó a 1,60 $ por qm.
Perú y Bolivia habían acordado en el Protocolo de Subsidios que Bolivia debería pagar los costos de la guerra, lo que provocó resentimientos y temores en Bolivia dado que hipotecaba los ingresos fiscales bolivianos en circunstancias que allí se veía el envío del ejército a Tacna como una ayuda de Bolivia a Perú, más aún cuando se supo que no sería enviado a expulsar a los chilenos de Antofagasta, sino que permanecería en Tacna para proteger la provincia peruana de Tarapacá. Cuando Daza y sus oficiales llegaron a Tacna, pudieron cerciorarse de que la capacidad militar peruana no era la imaginada por ellos y que su permanencia en el poder estaba en juego si era derrotado el ejército aliado. Querejazu sugiere que Daza utilizó la oferta chilena de una salida al mar por Tacna y Arica para presionar al Perú a revisar el Protocolo de Subsidios, lo cual logró.
Se puede solamente especular sobre las verdaderas razones que llevaron a Daza a retirarse a Bolivia antes de la batalla de Dolores, algunos dicen para conservar intacto su regimiento de los colorados, la base de su poder político en Bolivia. Sin embargo, su vergonzosa retirada solo aceleró su caída y fue reemplazado por Campero. Querejazu considera que sus «errores» en la conducción de sus tropas, así como las de Campero y su división errante, son una prueba de que Daza había sido comprado por Chile.: 345  : 365 
Dentro del gobierno de Campero se acentuaron las corrientes partidarias de romper la alianza con Perú y aceptar la oferta chilena de Tacna y Arica. Aunque esta opción nunca fue totalmente descartada, la alianza con Perú permaneció e incluso, tras la caída de Tacna y Arica fue aprobada la creación de los Estados Unidos Perú-Bolivianos, que nunca tuvo aplicación práctica. Bolivia cooperó con Perú con armas y dinero, pero sus fuerzas en Oruro nunca intentaron recuperar Antofagasta.
La situación interna en Perú era complicada. Prado, al parecer contra su voluntad, declaró la guerra a Chile obligado por el tratado alianza de 1873 y por las presiones internas, a pesar de no tener fondos para financiar la guerra y sin crédito internacional debido a las continuas cesaciones en el pago de la deuda. Para asumir el mando del ejército y dirigir la estrategia militar, Prado relegó la gestión del gobierno al vicepresidente Luis La Puerta de Mendoza.: 34  Debido al bloqueo chileno de los principales puertos peruanos de exportación, los ingresos fiscales peruanos en 1879 (8 078 555 soles) disminuyeron a la mitad de lo calculado para ese año (15 257 698 soles) y, por el contrario, los gastos fiscales en guerra aumentaron más del triple (55 050 000 soles). A falta de un sistema tributario eficaz, Prado debió financiar la guerra con donativos patrióticos, empréstitos, cesación de pagos de deudas, emisión de más monedas y también en un aumento de los impuestos.: 34-  El desastre político del gobierno puede ser medido en la cantidad de ministros de hacienda que tuvo su gobierno solo en 1879: Izcue, Quimper, Pazos, Arias, (Piérola rehusó una oferta), Arenas, otra vez Quimper, Denegri. En el aspecto político-militar se enjuició al capitán de navío More Ruiz: 220  por la pérdida del buque Independencia y al general Buendía: 46  por las derrotas en Tarapacá. El 19 de diciembre de 1879, conocida la caída de Iquique y Pisagua, Prado salió del Perú para, según él, acelerar las compras de material de guerra en EE. UU. y Europa. La historia ha condenado su salida como una deserción.: 54–56 
Tras la partida de Prado, Nicolás de Piérola Villena dio en diciembre un golpe de Estado y asumió como dictador del Perú. Pierola creó el inti, renegoció la deuda externa, reconoció una controvertida deuda peruana a la firma Dreyfus y dividió el ejército del sur en dos: el primero bajo el mando de Lizardo Montero compuesto por unidades en Tacna y Arica, el segundo se compuso de las tropas acantonadas en Arequipa (más otras que llegarían) bajo el mando de Pedro A. del Solar. Muchos historiadores ven razones políticas en una partición que definitivamente debilitó la defensa de la región. Piérola ha sido criticado por la forma dictatorial de ejercer el poder, por su sectarismo temeroso a posibles opositores, por su frivolidad en el vestuario y sus decretos pomposos y la falta de control en los gastos, pero también debe decirse que desplegó un enorme esfuerzo para obtener nuevas fuentes de financiamiento, modernizar el estado, dar igualdad a los indígenas y renegoció (sin éxito) la deuda y la consignación del guano peruano.: 100–122  J. Basadre lo critica, pero a su vez considera su labor «un acto de abnegación y hasta de heroísmo, pues instauró su Dictadura en un país territorialmente invadido, políticamente perturbado, navalmente desaparecido, militarmente maltrecho, económicamente exangüe y contra el cual se preparaban a dar sus golpes decisivos los poderosos y arrogantes vencedores en la campaña marítima y en la campaña de Tarapacá».: 57 

### Campaña de Tacna y Arica

Desembarco y marcha de tropas aliadas y chilenas durante la campaña de Tacna y Arica, de enero a junio de 1880.

Inmediatamente después de la batalla de Dolores, el ministro de guerra en campaña propuso al gobierno chileno continuar con un desembarco cerca de Lima para acortar la guerra. Pero dentro del gobierno se insistió en la realización de la llamada «política boliviana» que aseguraría la paz futura. Por esa razón, finalmente el gobierno decidió ocupar la región que es la salida natural de Bolivia al océano.
Tras un desembarco de reconocimiento el 31 de diciembre de 1879 cerca de Tacna y que se extendió hasta Moquegua, 11 000 soldados chilenos fueron desembarcados desde el 26 de febrero de 1880 y durante varios días en Punta Coles, cerca de Ilo, sin ser atacados por los aliados. Paralelamente a esto, se envió una expedición de 2148 soldados a Mollendo, con el objetivo de destruir la infraestructura del puerto e impedir el abastecimiento de la guarnición de Arequipa que se hacía desde este lugar. Las operaciones en Mollendo fueron entre el 9 y el 12 de marzo, finalizando con el éxito de sus objetivos pero con grandes desmanes en el puerto ocasionados por algunos soldados chilenos.
En el avance chileno, tras el desembarco de sus fuerzas, se sucedieron varios enfrentamientos:
- El 22 de marzo se libró la batalla de Los Ángeles, donde las tropas chilenas derrotaron a una división peruana posicionada en una fuerte defensa natural, y cortaron con ello las comunicaciones de Tacna y Arica con Arequipa, es decir, el resto del Perú.
- El 26 de mayo el ejército chileno derrotó a las tropas aliadas en la batalla de Tacna (o Del Campo de la Alianza).
- El 7 de junio las últimas tropas aliadas fueron derrotadas en la batalla de Arica. Tras esta campaña, los ejércitos profesionales del Perú y Bolivia dejaron de existir. Perú debió formar un nuevo ejército[31]: 256  y Bolivia no continuó su participación militar en la guerra, aunque si apoyó al Perú con armas y dinero. Ningún gobierno boliviano aceptó, durante la guerra, las ofertas chilenas de ocupar Tacna y Arica.

### Expedición de Lynch

Expedición de Lynch a Chimbote, Supe, Paita, Eten e islas de Lobos de septiembre a octubre de 1880.

Tras la ocupación de Tacna y Arica, el gobierno chileno creyó que Perú y Bolivia aceptarían la cesión de Tarapacá y Antofagasta o que por lo menos Bolivia buscaría asegurar una salida al mar y dejaría la alianza con el Perú. Sin embargo, una corriente de la opinión pública chilena sostenía que la única forma de lograr la paz era la ocupación de Lima. Con la intención de evitar la continuación de la guerra con una invasión a la capital peruana, el gobierno de Chile preparó una expedición al norte del Perú que debía demostrar al gobierno de Piérola su propia incapacidad de continuar la guerra contra Chile. La expedición a Mollendo realizada entre el 9 y el 12 de marzo había tenido el mismo fin.
El 4 de septiembre zarpó de Arica una expedición de 2200 hombres al mando del capitán de navío Patricio Lynch con el fin de imponer cupos de guerra a las ciudades y a los ricos hacendados del norte del Perú, dañar bienes fiscales y por último impedir el desembarco y tránsito de armas.
El gobierno de Piérola declaró el pago a Lynch como traición a la patria de tal manera que los propietarios en Chimbote, Paita, Chiclayo y Lambayeque, quedaron entre dos fuegos a elegir: la destrucción de sus bienes por Lynch o más tarde por Piérola. Algunos pagaron, otros no. Como resultado de las contribuciones de guerra se confiscaron 29 050 libras esterlinas, 11 428 pesos de plata, 5000 pesos en papel moneda, algunas barras de oro y plata y gran cantidad de mercaderías y productos de esas regiones. Lynch capturó además un envío marítimo para el gobierno peruano, consistente en 7,5 millones de pesos impresos (billetes y estampillas) proveniente de los Estados Unidos. Durante la expedición, las fuerzas chilenas encontraron en las haciendas peruanas a cientos de trabajadores chinos culíes en condiciones de semiesclavitud, algunos de los cuales al ser liberados se incorporan voluntariamente a las fuerzas de Lynch como apoyo logístico, y también en la posterior campaña de Lima. La expedición duró 2 meses y sin la oposición de fuerzas peruanas.: 553–565 
Aunque los historiadores chilenos estiman que la actividad desplegada por Lynch tuvo base en el derecho internacional, por ejemplo, Diego Barros Arana cita como base legal de la acción el artículo 544 del Le droit international codifié de Johann Caspar Bluntschli : 99  y Sergio Villalobos invoca los Principios del derecho Internacional de Andrés Bello,: 176  también la consideran dañina para la imagen de Chile; Gonzalo Bulnes escribe: «el glorioso ejército de Chile se presentaba ante el mundo civilizado como demoledor de injenios de azúcar, i como destructor de edificios de labranza».

### Conferencia de paz de Arica
El 22 de octubre de 1880 delegados de los tres países en guerra se reunieron a bordo del barco de guerra estadounidense USS Lackawanna (de 1862), anclado frente a Arica, para una conferencia de paz gestionada por los representantes de los EE. UU. en los países beligerantes. Chile exigió la cesión de las provincias de Antofagasta y Tarapacá (desde la quebrada de Camarones al sur), una indemnización de 20 millones de pesos oro, la desmilitarización de Arica, la abrogación del tratado secreto y la devolución del Rímac así como de las propiedades embargadas a los ciudadanos chilenos. Los aliados se negaron a hacer cesiones territoriales y la conferencia fracasó.
Los historiadores han concluido que los gestionadores estadounidenses habían transmitido las exigencias de los beligerantes de una forma diluida, poco realista, para lograr la reunión, pero esto causó decepción en los participantes. : 60  El ministro plenipotenciario de EE. UU. en Bolivia Charles Adams había asegurado a los aliados que en caso de no llegar los beligerantes a un acuerdo, los EE. UU. impondrían a Chile un arbitraje favorable a los aliados. Por esa razón, para los gobiernos de Campero y Piérola era mejor no entregar los territorios ocupados y dejar a los EE. UU. imponer la paz sin cesión de territorios.: 447 : 59–60 
Tras el rechazo de los países de la alianza a aceptar la entrega de Antofagasta y Tarapacá, continuó en Chile el debate sobre el camino a seguir para obtener de los aliados un tratado de paz duradera que reconociera la entrega de Antofagasta y Tarapacá: esperar en Tacna un cambio de opinión en Lima o La Paz u ocupar Lima. Finalmente, se decidió que la ocupación de Lima era la única alternativa viable.: 430 

### Campaña de Lima

Desembarco y marcha de tropas chilenas durante la campaña de Lima, de noviembre de 1880 a enero de 1881. El largo trayecto desde Pisco a Chilca fue hecho solo por la Brigada Lynch.

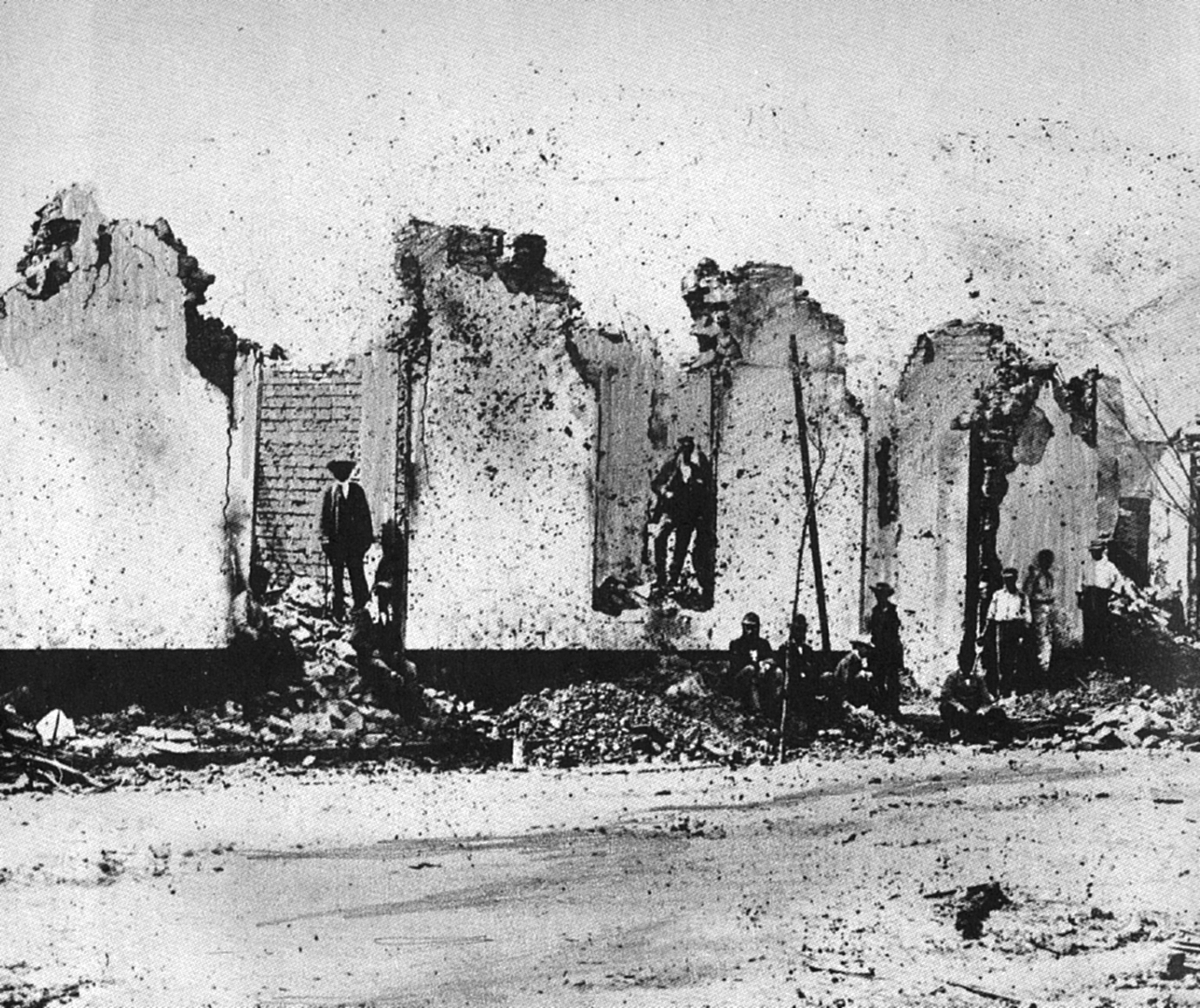
Muros calcinados y derruidos de Chorrillos, otrora suntuoso balneario de la aristocracia limeña, después de la batalla de Chorrillos. La línea de defensa peruana durante la batalla terminaba en el balneario, que fue cañoneado, incendiado y al final de la batalla se combatió casa por casa. Después fue saqueado por algunos destacamentos chilenos.

Para la campaña de Lima, el ejército chileno fue aumentado en 20 000 plazas y llegó a enlistar 41 000 hombres en total, distribuidos desde los fortines de la guerra en la Araucanía, en el sur de Chile, hasta Lurín.: 263  El 19 de noviembre de 1880 el ejército expedicionario del norte comenzó a desembarcar en Pisco, Paracas, Lurín (artillería) y Curayaco (22 de diciembre) hasta completar 27 000 soldados,: 263  que se concentraron en Lurín, a 36 km al sur de la capital peruana antes de continuar hacia ella.
Piérola, que inicialmente esperaba un desembarco chileno al norte de Lima,: 335  tras los desembarcos entre Pisco y Lurín (al sur de Lima), ordenó preparar dos líneas de defensa sucesivas al sur de Lima: el ejército de línea debía detener la invasión en Chorrillos. En caso de fracasar, una segunda línea de defensa constituida por un ejército de reserva formado por reclutas limeños organizados por gremios, otros traídos de las provincias más los remanentes de la primera línea y la guarnición del Callao, debía derrotar al supuestamente debilitado ejército chileno en Miraflores.
La línea principal era la de San Juan, de aproximadamente 15 km de largo, compuesta de baterías de artillería, ametralladoras, minas personales, fortificaciones y trincheras para los defensores, ubicadas sobre elevaciones naturales de la zona (280 m en el Morro Solar y Monterrico, 170 m en Sta. Teresa y San Juan: 253 ) escarpadas y arenosas que van desde Chorrillos por el Morro Solar, Santa Teresa, San Juan, por los cerros de Pamplona hasta Monterrico Chico. Cerca de Santa Teresa y de San Juan pasaban los caminos que iban desde Lurín a Lima y serían, por lo tanto, importantes objetivos del ataque.
La segunda línea de defensa era menos fuerte y consistía en siete reductos fortificados, pero aislados, que cada 800 m debían impedir la entrada de tropas chilenas a la capital.
En el estado mayor chileno existieron dos planes alternativos para vencer las líneas de defensa peruanas establecidas en el plano de la costa. El primero era un ataque frontal. Según Manuel Baquedano, jefe de las fuerzas invasoras, el ataque se haría por terrenos conocidos y caminos amplios, sin grandes exigencias a la disciplina y entrenamiento de la tropa, se mantendría un lugar seguro en caso de retirada (la Tablada de Lurín), se contaba con el apoyo de la armada por la izquierda y por último la posibilidad de romper las líneas peruanas por la extensión de estas. El otro plan, de José Francisco Vergara, el nuevo ministro de guerra en campaña de Chile, era un ataque envolvente por la derecha, siguiendo el lecho del río Lurín, por el camino de Manchay hacia el noreste hasta Ate, permitiendo con esto tomar Lima sin disparar un tiro y luego caer por la espalda a las defensas peruanas. Ambos planes tenían ventajas y desventajas. El plan de Vergara evitaba el ataque frontal sangriento del primero, hacía inútiles los atrincheramientos y fuertes peruanos, generaría un efecto moral negativo en los peruanos y cortaba la línea de retirada peruana hacia la sierra, pero perdía el apoyo naval y necesitaba una marcha larga por un terreno angosto de quebradas y desfiladeros susceptibles a sorpresas, un terreno difícil para conducir los bagajes y la artillería de arrastre, marchar en un terreno sin aguada para abastecer al ejército y en caso de derrota se les podía cortar la retirada a Lurín. Finalmente, Baquedano y su estado mayor impusieron el plan de un ataque frontal contra las líneas de defensa peruanas. : 368, 369 
Batalla de San Juan y Chorrillos

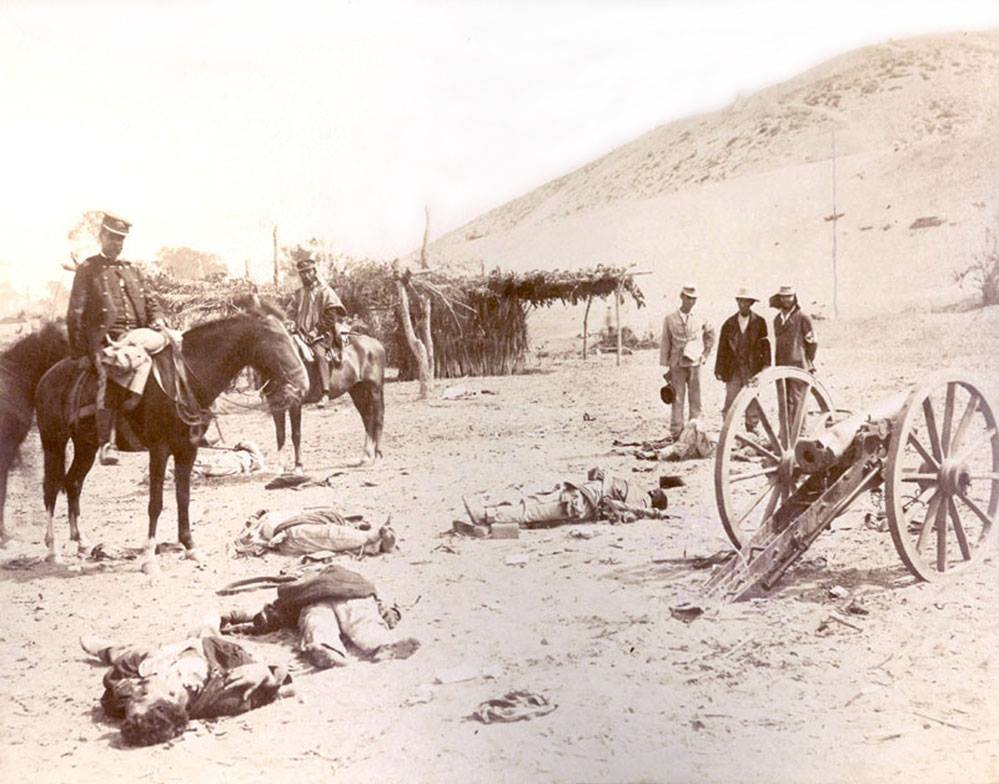
Martiniano Urriola (con uniforme), quien en 1883 comandó la ocupación de Ayacucho, y Marcos Maturana (con poncho), jefe del Estado Mayor del Ejército Expedicionario en la campaña de Lima, observan los cadáveres de los sirvientes de un cañón peruano tras la batalla de Chorrillos.

A las 16:00 horas del 12 de enero de 1881, las tres divisiones que formaban el ejército chileno comenzaron a salir por diferentes caminos del campamento de Lurín hacia las defensas de Chorrillos para enfrentar desde las 5:00 horas del día siguiente a los cuerpos del ejército peruano comandados por Iglesias (Morro Solar-Santa Teresa), Cáceres (Santa Teresa-San Juan) y Dávila (San Juan-Monterrico chico). Ante el empuje chileno, las fuerzas peruanas debieron abandonar San Juan y Santa Teresa a las 9:00 horas: 658–661  para reorganizarse, algunos en Chorrillos, otros en Morro Solar, donde Lynch había sido rechazado tempranamente en el intento de desalojar a Iglesias de esa posición. Con los refuerzos llegados del centro, los chilenos lograron vencer las defensas peruanas del Morro Solar cerca de las 12:00 del día.: 658–661  La batalla continuó en el balneario de Chorrillos donde se atrincheraron en casas y azoteas los peruanos desalojados del Morro Solar, Villa, Santa Teresa y San Juan, apoyados entre otros por un tren blindado enviado desde Lima. A las 14:00 horas los chilenos habían vencido la primera línea de defensa de Piérola.
Batalla de Miraflores
Tras la derrota peruana de Chorrillos se acordó en el Armisticio de San Juan, una tregua para fijar condiciones que reestablecieran la paz, pero por causas no aclaradas, el 15 de enero se inició la lucha en la segunda línea de defensa de Miraflores, que comenzó cuando las fuerzas chilenas todavía no se habían alineado frente a la defensa peruana. Las fuerzas peruanas hicieron al comienzo bastante presión a una de las divisiones chilenas en la batalla, pero con la reorganización y contraataque chileno se vieron sobrepasados y fueron derrotadas.
Crítica
La división de las fuerzas peruanas en dos líneas ha sido criticada. El analista militar y escritor Francisco Machuca cita a Napoleón Bonaparte: «El general que conserva parte de sus fuerzas para servirse de ellas al día siguiente esta perdido».: 361  Después de las batallas, hubo saqueos en Chorrillos por algunos destacamentos chilenos y también en Lima por soldados peruanos dispersos que luego fueron controlados por la organización de residentes extranjeros.
Las batallas de Chorrillos y Miraflores han sido las mayores batallas en la historia de América del Sur, en consideración al número de combatientes: 45 000 en Chorrillos y 25 000 en Miraflores.: 658–661  Se estima el número de soldados muertos entre 11 000 y 14 500 y los heridos en 10 144.: 348–349 
Ocupación de Lima y el Callao

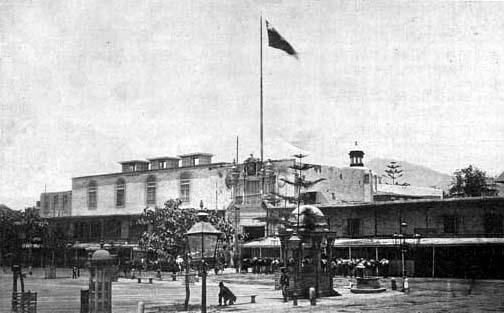
Palacio de Gobierno del Perú con una bandera de Chile en la parte superior, el 18 de enero.

La ocupación de Lima por el ejército chileno se inició el 17 de enero, ese mismo día eran destruidos los fuertes del Callao y las naves peruanas restantes de su marina fueron varadas, incendiadas o hundidas por orden de la autoridad naval para evitar su captura por fuerzas chilenas que al día siguiente ocupaban el puerto. : 159  Se restableció el orden en la capital, en las zonas de ocupación, y se reiniciaron las actividades. Tras el regreso a Chile del general Baquedano con parte del ejército, asumió brevemente con el cargo de jefe del ejército de ocupación Cornelio Saavedra y luego fue remplazado, también brevemente, por Pedro Lagos. Por último, Patricio Lynch quedó a cargo de la plaza y de los territorios ocupados, de norte a sur de la costa peruana, hasta la finalización de la guerra en 1883. El contingente del ejército chileno que mantendría la ocupación de parte del territorio peruano, desde este momento hasta el final de la guerra, variaría entre 9997 a 12 769 hombres distribuidos en distintos puntos. : 227–230 

### Situación interna en los países beligerantes luego de la ocupación de Lima
El 15 de junio de 1881 Domingo Santa María fue elegido presidente de Chile, cargo que asumió el 18 de septiembre, y el nuevo congreso fue elegido en 1882, como estaba previsto por la ley.
Por otra parte, Chile con Argentina atravesaba momentos tensos, ya que pese a que este último país se había declarado neutral al comenzar la guerra, amenazaba entrar a la contienda para obtener ventajas en sus negociaciones limítrofes con Chile: 14 : 443-  y era conocido que permitía en su territorio el transporte de armas para los aliados, ejercía influencia en Europa y los EE. UU. para detener el avance chileno en la guerra y defendía una indemnización monetaria para Chile en vez de la cesión de territorios. Además, existía en su población una fuerte corriente de apoyo a la causa aliada con la que alentaba esperanzas entre los aliados de que podría entrar en la guerra contra Chile. El 23 de julio de 1881, Chile y Argentina firmaron un tratado de límites en que, entre otros, se transaba la Patagonia oriental por la Patagonia occidental y el Estrecho de Magallanes, poniendo fin a las posibilidades de que Argentina interviniera en la guerra.
En Bolivia, el vicepresidente de la nación, Aniceto Arce fue desterrado por apoyar una paz con Chile y el gobierno continuó su apoyo al Perú. En Perú, Nicolás de Piérola, quien abandonó Lima ante los desastres militares en la defensa de la capital y la posterior ocupación chilena, trasladó su gobierno en la sierra central, negándose a negociar la paz con cesión territorial y decidido a proseguir la lucha. Paralelamente a estos sucesos, en Lima una junta de vecinos notables se reunieron el 12 de marzo de 1881 y eligieron a Francisco García Calderón como Presidente Provisional de la República estableciendo un gobierno civil en Perú, llamado también gobierno de La Magdalena, que en un comienzo fue tolerado implícitamente por Chile en contraposición a la autoridad de Piérola. García Calderón trató de unificar al país, por lo que su gobierno, con la aprobación de las autoridades chilenas, organizó fuerzas militares que fueron enviadas a la sierra en busca del reconocimiento a su autoridad, generándose algunos enfrentamientos militares entre los partidarios de García Calderón y Piérola.
El gobierno chileno intentó acordar la paz con García Calderón esperando que aceptara, entre otras cosas, las exigencias de cesión territorial, pero este rechazó esa condición en particular para terminar la guerra, prefiriendo en su lugar una indemnización pecuniaria. El factor que más influyó en la negación peruana a la cesión fue la política de mediación estadounidense durante la administración del presidente de los EE. UU. James A. Garfield (marzo a septiembre de 1881) y su secretario de estado (ministro de RR. EE.) James G. Blaine, llevada a cabo por su representante en Lima, Stephen A. Hurlbut, que alentó a los políticos peruanos a no suscribir la entrega de Tarapacá, sugiriendo que los Estados Unidos de América respaldarían a Perú y Bolivia y no permitirían la desmembración territorial del primero. Además, Hurlbut convenció a Lizardo Montero y a Andrés Cáceres, dos militares que serían de gran relevancia durante este período de la guerra, para que abandonasen a Piérola y apoyasen a García Calderón para lograr un frente unido, lo que luego efectivamente sucedió: Montero fue nombrado vicepresidente y Cáceres segundo vicepresidente de Calderón, mientras que Piérola al verse aislado políticamente se alejó (temporalmente) del país. El intervencionismo estadounidense en la guerra se debió en parte a los negocios privados que llevaron a cabo sus diplomáticos y la presión de algunos acreedores del Perú. Con la muerte del presidente Garfield en septiembre, la toma de posesión de la presidencia de Chester A. Arthur y su nuevo secretario de estado, Frederick T. Frelinghuysen y la posterior acusación en el senado estadounidense contra Blaine por tráfico de influencias llevaron a EE. UU. a firmar con Chile el Protocolo de Viña del Mar en que EE. UU., entre otros, acepta el derecho de Chile de anexar Tarapacá como indemnización de guerra.: 200  Hurlbut murió en Lima y en su reemplazo asumió William H. Trescot como ministro en Lima. Finalmente, la paz se lograría posteriormente sin la mediación de los EE. UU., y los intentos estadounidenses por acabar con la guerra solo habían servido para prolongarla al crear expectativas en los aliados. : 45 
El 28 de septiembre Lynch prohibió el ejercicio de autoridades no establecidas por la ocupación. García Calderón fue detenido el 6 de noviembre y deportado a Chile, pero antes, el 29 de septiembre, nombró a Lizardo Montero, jefe del ejército del norte en Cajamarca, como sucesor. Montero instaló su gobierno en aquella ciudad, aunque luego se trasladaría a Huaraz, dejando a Miguel Iglesias como jefe político y militar del norte, y a comienzos de 1882 estableció su sede de gobierno en Arequipa. Chile no reconoció la autoridad de Montero sobre Perú, pero si lo hizo el gobierno boliviano dirigido por Campero, con quien trabajó para proseguir la guerra, adquiriendo armamento en Europa y los Estados Unidos, organizando un ejército en Arequipa y colaborando hasta cierto punto con las fuerzas que organizó Cáceres en la sierra central.

### Campaña de la Breña
La resistencia peruana basada en una guerra de guerrillas fue organizada con tropas regulares e irregulares por Andrés A. Cáceres: 390  (centro), L. Montero e M. Iglesias (norte) y P. del Solar (sur): 389  aunque Dellepiane nombra la relación entre ellos como tortuosa: 390  debido a sus luchas internas. La breña de los Andes Centrales presenta una topografía adecuada para las guerrillas, y además existían elementos humanos, aunque sin entrenamiento y con escaso armamento para una lucha prolongada. Para el ejército invasor, la región era insalubre (piques y disentería),: 306  desconocida, de difícil acceso y el suministro debía hacerse por el largo y peligroso camino a Lima, cuya línea de ferrocarril llegaba solamente hasta Chicla, comprarlo a elevados precios a los lugareños o requisarlo, lo que exacerbaba aún más la resistencia peruana.
También el factor información jugaba en contra de las tropas chilenas: mientras Cáceres era informado por la población de cualquier movimiento, número o siquiera intención de los chilenos, estos a menudo no sabían cuál dirección seguir en la persecución de las fuerzas peruanas. La guerrilla obligaba a los invasores a dispersar sus fuerzas, volviéndolas vulnerables a ataques en masa de estas fuerzas irregulares. Las ciudades y poblados de la región eran ocupados y desocupados por los rebeldes según hubiese o no fuerzas militares chilenas en ellas evitando así un combate frontal entre ejércitos regulares. De hecho la primera batalla de Pucará y la batalla final en Huamachuco fueron los únicos enfrentamientos dirigidos por Cáceres, desde la creación de su ejército. Combates, escaramuzas, persecuciones y emboscadas fueron la norma de enfrentamiento.
Si bien en la campaña de la Breña hubo varios focos de resistencia liderados por distintos caudillos peruanos, las operaciones principales de esta etapa de la guerra fueron las expediciones enviadas a la sierra central de Perú, la mayoría para combatir las fuerzas organizadas por Cáceres, y la expedición sobre Arequipa para desarticular la última fuerza peruana de consideración organizada por Montero en esa ciudad.

#### Expedición de Letelier
La primera expedición chilena de importancia a la sierra para combatir la resistencia peruana fue enviada por el coronel Lagos, jefe del ejército de ocupación en esos momentos, y encomendada a 700 hombres bajo el mando del teniente coronel Ambrosio Letelier que la efectuó el 15 de abril de 1881, es decir, apenas tres meses de ocupada Lima. Sus fuerzas marcharon desde esa capital y ocuparon en forma sucesiva desde Cerro de Pasco (norte) hasta Huancayo (sur) y desde Chicla (oeste), la última estación del ferrocarril de Lima, hasta Tarma (este). Todavía no se había formado una resistencia organizada, por eso una pequeña fuerza pudo ocupar una región tan vasta y dispersar fácilmente a las pocas agrupaciones armadas. Sus resultados fueron devastadores por los atropellos que Letelier cometió contra la población de la zona, provocando la rebelión de los campesinos y el reclamo de los ciudadanos de países neutrales. El contraalmirante Lynch, que reemplazó en mayo a Lagos en su cargo, ordenó el regreso inmediato de la expedición al conocer las tropelías de Letelier en la zona.
Al emprender Letelier su retorno a Lima, a mediados de junio, ocurrieron varios enfrentamientos entre destacamentos chilenos y grupos armados organizados. Con su llegada a Lima el 4 de julio,: 39  Letelier fue sometido a una corte marcial por apropiación indebida de dineros y enviado a Chile.: 312 

#### Expedición de 1882

Combates en la Sierra durante 1882 (excepto el de San Pablo que ocurrió en el norte).

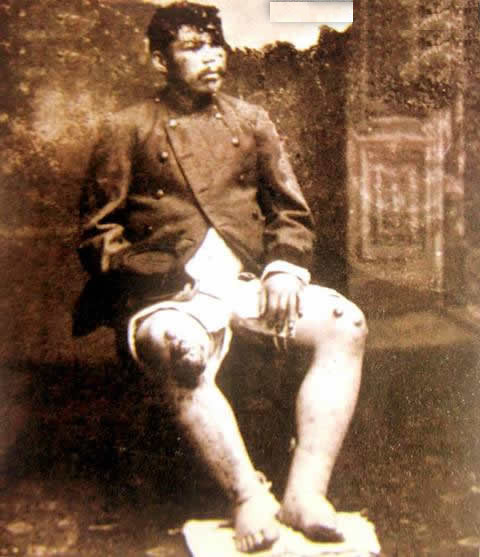
Soldado chileno Luis Sanjurjo con abundantes verrugas «mulares», o enfermedad de Carrión, contagiado seguramente en una de las quebradas templadas de la cuenca del río Rímac durante la campaña de la Breña.

La resistencia militar liderada por Cáceres en las regiones sur y centro andinas se acentuó luego de la primera expedición chilena a la zona.
El segundo año de ocupación, 1882, el gobierno en Santiago ordenó a Lynch enviar una expedición de 5000 hombres a la sierra para acabar con el ejército de Cáceres que se concentraba en Chosica, a las puertas de Lima. El 1 de enero comenzaron a movilizarse las fuerzas chilenas desde Lima, divididas en dos columnas, bajo el mando de Lynch, ejecutando un movimiento de tenazas y persecución. Más tarde el coronel José Francisco Gana Castro tomó el mando para ser sucedido después por el coronel Estanislao del Canto Arteaga, que continuó las operaciones militares con 2300 hombres en persecución de Cáceres que se retiraba al interior. El 5 de febrero logró alcanzarlo y darle batalla en el Primer Combate de Pucará aunque sin resultados concluyentes. Cáceres prosiguió su retirada hacia Ayacucho para poder reorganizar sus diseminadas fuerzas en ese lugar y luego lanzar una contraofensiva. El coronel Del Canto por su parte ocupó el valle del Mantaro distribuyendo sus tropas por toda la zona.
Las tropas chilenas, con la expresa orden de ganarse la buena voluntad de la población mediante un comportamiento correcto, habían ocupado sucesivamente Tarma, Jauja, Huancayo hasta Izcuchaca. Pero la contraofensiva de Cáceres en conjunto con los ataques de las fuerzas irregulares de campesinos, enardecidos por la expedición de Letelier el año anterior, impidieron cualquier tipo de confraternización entre los chilenos y los pobladores del valle. El 9 y 10 de julio la guarnición chilena en Concepción fue aniquilada por una fuerza conjunta de regulares y montoneros peruanos. Debido al hostigamiento del enemigo, la falta de aprovisionamiento y las enfermedades la fuerza expedicionaria chilena se tuvo que retirar de la zona bajando a Lima en los primeros días de agosto. Las fuerzas chilenas durante la expedición sufrieron la pérdida de 534 hombres: 154 en combate, 277 por enfermedad y 103 por deserción (20 % aprox.).: 306  Por su parte, Cáceres sufrió fuertes perdidas entre muertos en combate y enfermedad y también deserciones, por lo que debió aumentar sus fuerzas con nuevos reclutas para futuras acciones militares.

#### Grito de Montán
Entretanto, Miguel Iglesias, exministro de defensa de Piérola antes de la caída de Lima, y que había sido nombrado jefe político y militar del norte peruano tras la ocupación de Lima, había organizado las fuerzas de ese sector para hacer frente a las expediciones chilenas. Pero Iglesias, luego del combate de San Pablo el 13 de julio y la posterior ocupación chilena de varios poblados de la zona, entre ellos Cajamarca el 8 de agosto, llegó al convencimiento de que la guerra debía ser terminada o que destruiría al Perú. Desde su punto de vista, era inconcebible que continuara la sangría cuando resultaba evidente que la derrota peruana era irreversible. Muchos observadores neutrales eran también de la misma opinión. En Europa y el resto de América se veía con escándalo que la guerra continuara indefinidamente.
El 31 de agosto, Iglesias lanzó el Grito de Montán exigiendo la paz, aun con cesiones territoriales, y proclamó su autoridad sobre siete departamentos del norte peruano: Piura, Cajamarca, Amazonas, Loreto, Lambayeque, La Libertad y Áncash. El 1 de enero de 1883 una Asamblea designó a Iglesias como Presidente Regenerador del Perú. Lynch, aunque escéptico al comienzo con este suceso, tras la desafortunada experiencia con García Calderón y luego con Montero, lo apoyó por orden del gobierno chileno. Montero y Cáceres no reconocían la autoridad de Iglesias, por el contrario, mantenían la idea de seguir la lucha contra las fuerzas chilenas hasta alcanzar una paz sin cesión territorial. Debido a la posición tomada por Iglesias frente a la guerra con Chile, se dieron varios enfrentamientos en el norte peruano entre las tropas organizadas por el gobierno iglesista y fuerzas opositoras.
El 3 de mayo el gobierno de Iglesias acordó con Chile, luego de una discusión previa iniciada por sus respectivos representantes, las bases de la paz definitiva. Iglesias firmó este convenio posteriormente en Cajamarca.: 420 

#### Expediciones en 1883
Al inicio del tercer año de ocupación, y con la expectativa de firmar la paz, el gobierno en Santiago ordenó a Lynch enviar una nueva expedición para desbaratar las fuerzas lideradas por Cáceres, que aún se oponía al acuerdo entre el gobierno chileno y el de Iglesias para finalizar la guerra. Políticamente, la expedición tendría además la misión de dar a conocer, explicar y exigir apoyo para el gobierno de Iglesias por lo que también se ordenó tratar correctamente a la población civil y pagar por los productos recibidos para sostener a las tropas, aunque se debía ajusticiar a todo regular o irregular peruano de la resistencia tomado prisionero y también a los oficiales que los dirigían, de los cuales varios habían sido anteriormente prisioneros en la campaña pasada y al ser liberados habían incumplido su promesa de no levantarse en armas contra el gobierno de ocupación.
El plan de Lynch era perseguir, encerrar y abatir con dos divisiones a las fuerzas de Cáceres, que en esos momentos se encontraba en Canta, y si escapaba, realizar una persecución sostenida empujando al general peruano por el Callejón de Huaylas hacia el norte donde otra división menor le obligaría así a dar la batalla decisiva, si no era derrotado antes. El 7 de abril el coronel Juan León García salió de Lima con 1800 hombres para atacar a las fuerzas de Cáceres que se encontraban en Canta, pero este, enterado del avance chileno, se retiró hacia Tarma produciéndose solo algunos enfrentamientos entre los pequeños destacamentos desplegados por ambas fuerzas durante la persecución. Casi paralelamente a la división de León García, salió a mediados de ese mes de Lima hacia Lurín el coronel Del Canto con una fuerza de 1500 hombres que tenía la orden de dirigirse a Chicla para apoyar el despliegue de los destacamentos comandados por el coronel Martiniano Urriola que estaban despejando el sector de los montoneros que rondaban. En Chicla se reunieron las tres columnas chilenas el 3 de mayo, y J. León G. tomó algunas tropas de Del Canto y de Urriola, para continuar la persecución de Cáceres hacia Tarma pero el jefe peruano se había retirado de ese lugar enfilando hacia el norte el 21 de mayo. El 26 de mayo llegó Del Canto a ese poblado, tomando por orden de Lynch el mando de todas las fuerzas, que eran 3334 hombres, y prosiguió la persecución de Cáceres pasando por Palcamayo, Junín, Carhuamayo, San Rafael, Salapampa, Chavinillo y Aguamiro. En este último lugar llegó el 12 de junio el coronel Marco Aurelio Arriagada, que tomó el mando de la división y continuó la marcha al norte siguiendo al ejército de Cáceres.
Para Arriagada y Cáceres el trayecto significó graves pérdidas. Las fuerzas chilenas llegaron hasta Yungay el 23 de junio solo para constatar que Cáceres había abandonado la ciudad. Sin información fidedigna a disposición, la división chilena marchó de vuelta hacia el sur, creyendo, equivocadamente, perseguir al general peruano. Arriagada, al no encontrarlo, abandonó la persecución y volvió a Lima el 5 de agosto contabilizando un total de 732 bajas (21 %) de los cuales hubo 130 muertos por cansancio, 28 desaparecidos y 574 enfermos, sin muertos en combate.: 462  Por su parte, a Cáceres se le habían unido las fuerzas del coronel Isaac Recavarren en Yungay, y creyendo que Arriagada todavía lo perseguía, continuaron la marcha hacia el norte para evitar el encumbramiento de Miguel Iglesias. Previendo ese desarrollo, Lynch que había situado una división en el norte al mando del coronel Alejandro Gorostiaga con 1000 hombres, le ordenó a este jefe cerrarle el paso a Cáceres hacia Cajamarca en Huamachuco reforzando además sus fuerzas que llegaron a contabilizar 1736 hombres.
El 10 de julio las fuerzas de Gorostiaga derrotaron a las de Cáceres en la batalla de Huamachuco, con grandes bajas en el ejército de Cáceres, y decepción entre quienes se oponían a la cesión de territorios. Todo ello consolidó al gobierno de Iglesias, al convencerse sus detractores de la futilidad de continuar la guerra. Con este triunfo, la última fuerza peruana de consideración era el ejército de Montero en Arequipa de 5500 hombres, por lo que el mando chileno envió en septiembre hacia esa ciudad una fuerza de 6400: 292  hombres al mando del coronel José Velásquez Bórquez para derrotarlos, y, simultáneamente, se envió una expedición de 1554 hombres al mando del coronel Urriola para pasar por Jauja y Huancayo, ocupar Ayacucho e impedir que Montero la ocupase y uniese sus fuerzas en la sierra central con las reducidas fuerzas de Cáceres. El 1 de octubre, luego de varios enfrentamientos menores con montoneras que fueron dispersadas, Urriola entró en Ayacucho donde Cáceres se había asentado tras Huamachuco. Cáceres se vio obligado a retirarse hacia Andahuaylas. Por otra parte, el 29 de octubre, la ciudad de Arequipa, donde Montero concentraba las últimas esperanzas de resistencia, capituló y fue ocupada sin resistencia por las fuerzas del coronel Velásquez tras un alzamiento en aquella ciudad que obligó a Montero y su comitiva a huir hacia Bolivia, alejándose este jefe peruano en forma definitiva de los acontecimientos de la guerra y trasfiriendo su poder a Cáceres.: 556  El mando chileno completó la ocupación militar de la línea Mollendo-Arequipa con la ocupación de Puno, que era, desde el Perú, la puerta de entrada a Bolivia. En cuanto a Urriola, enterado de la ocupación de Arequipa y ante la falta de suministros se retiró de Ayacucho el 12 de noviembre, y tras algunos combates menores con las montoneras durante su regreso, llegó a Lima el 12 del mes siguiente. Algunos poblados de la sierra central quedaron custodiados por destacamentos chilenos hasta la consolidación de la paz con Perú a mediados de 1884.: 565–566 
El éxito de las operaciones militares chilenas finalizó la resistencia peruana, afianzó el gobierno de Iglesias para obtener la paz definitiva con Perú y ejerció presión militar sobre el gobierno boliviano para encaminarlo en la misma dirección.: 559 

## Fase final

### Tratado de Ancón y guerra civil peruana
El 18 de octubre de 1883, Chile reconoció oficialmente al gobierno de Iglesias sobre Perú y el 20 de octubre se firmó el Tratado de Ancón, que posteriormente fue aprobado por la Asamblea Constituyente del Perú. Este acuerdo estableció, entre otras cosas, la cesión definitiva de la región de Tarapacá a Chile y la ocupación de las provincias de Arica y Tacna por un lapso de 10 años, al cabo del cual un plebiscito decidiría si quedaban bajo soberanía de Chile, o si volvían al Perú. El 23 de octubre Lynch se retiró de Lima que fue ocupada por las fuerzas de Miguel Iglesias,: 525  para asumir el gobierno del Perú. El 4 de agosto de 1884 las últimas fuerzas expedicionarias chilenas abandonaron el puerto del Callao y el resto de los territorios ocupados al norte de la línea del río Sama.
La base de la resistencia de Cáceres, que había sido hasta entonces la rebelión de campesinos e indígenas contra los chilenos, había cambiado y las montoneras luchaban ahora contra «los blancos», chilenos o peruanos. En junio de 1884 Cáceres aceptó el Tratado de Ancón, como un «hecho consumado».: 604 
Florencia Mallon considera que las verdaderas razones de Cáceres eran que:

Mucho antes que la guerra civil terminara, Cáceres se convenció de que para construir una alianza que lo llevara al palacio presidencial, el tenía que aunar fuerzas con los hacendados como clase, incluidos aquellos que habían trabajado con los chilenos. La única manera de hacerlo era dando a los hacendados lo que ellos pedían y reprimir a las guerrillas que habían hecho posible la campaña de la Breña.

Después de la guerra, las diferencias entre Cáceres e Iglesias dieron origen a una guerra civil entre los partidarios de ambos líderes, que finalizó luego de varias acciones militares en 1885 con el triunfo del primero.

### Pacto de tregua entre Bolivia y Chile
Desde su retirada de la guerra, Bolivia había tomado una actitud de expectativa, pero tras el Tratado de Ancón, entre Perú y Chile, y la movilización de tropas chilenas a su frontera, firmó el 4 de abril de 1884 el Pacto de Tregua entre Bolivia y Chile, por el cual, entre otros, aceptó la ocupación de Antofagasta por Chile y puso fin a las hostilidades, que solo podrían ser reanudadas con un aviso de un año de anticipación. En el tratado de 1884 no se menciona la franja 24°S-23°S, omisión que en términos diplomáticos significa la aceptación del statu quo, es decir, la reivindicación chilena de la franja que Chile había cedido en 1866 y en 1874. Para la zona entre el 23°S y el río Loa, Bolivia solo aceptó la ocupación militar de hecho, no hubo una cesión, la que ocurriría en el tratado de paz de 1904.

## Análisis

### Estrategia, medios y tecnología militares

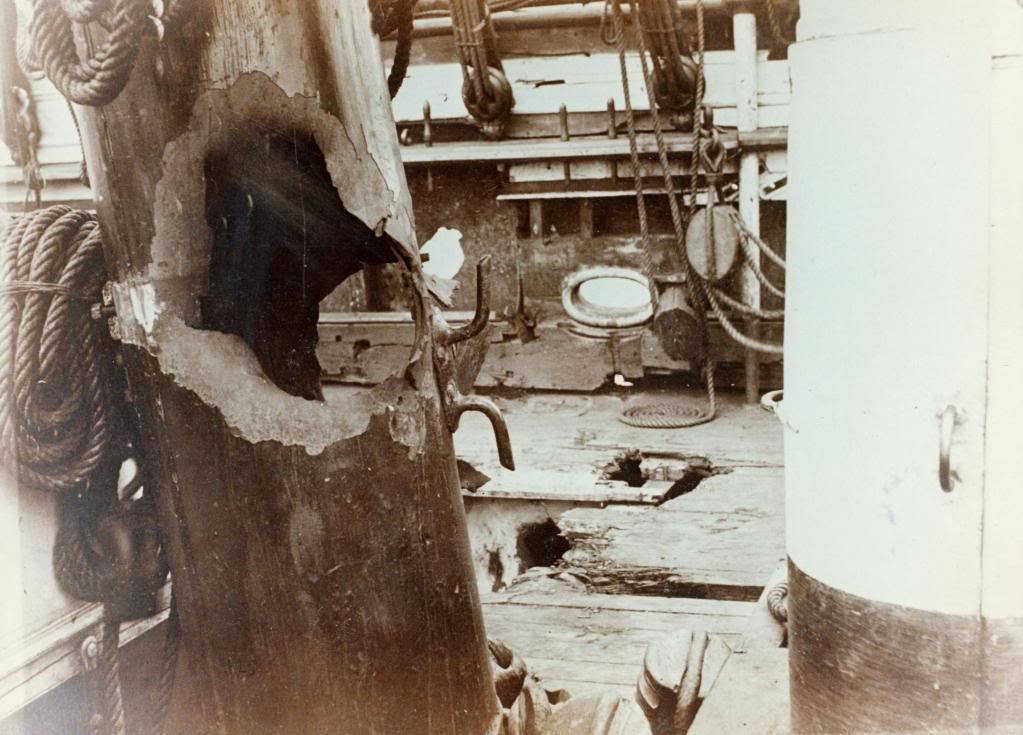
Daños provocados por un disparo del Huáscar en la corbeta Abtao durante el segundo combate naval de Antofagasta. La guerra ocurrió durante una fase de rápidos adelantos técnicos y los buques participantes tenían blindaje, ametralladoras, propulsión a vapor y cañones de retrocarga pero también velamen y espolón. De hecho la Esmeralda fue hundida por el espolón del Huáscar y Prat murió al intentar capturar el blindado peruano por abordaje.

El control del mar fue esencial para la ocupación de una región desértica accesible casi solo por la costa: el abastecimiento de agua, alimento, munición, forraje, refuerzos y armas era más rápido y fácil por mar que a través del desierto o de las montañas. Pero mientras la armada chilena intentaba bloquear los puertos peruanos, la marina peruana realizó una estrategia más atrevida, actuando agresiva y dinámicamente contra los puertos y las líneas de transporte chilenas, demorando 6 meses el comienzo de los desplazamientos militares chilenos, a pesar de la superioridad numérica de las fuerzas navales de Chile. Tras la eliminación de los buques capitales del Perú, fue imposible detener los desembarcos chilenos y los defensores se encontraban a cientos de kilómetros de las ciudades proveedoras mientras que las tropas chilenas tenían barcos proveedores solo a pocos kilómetros de la costa.
Las tropas chilenas utilizaron una temprana forma de la guerra anfibia, que combinaba las fuerzas navales, del ejército, unidades especializadas y lanchas de desembarco de fondo plano especialmente construidas para ello.
La estrategia militar chilena enfatizó el ataque preventivo, ofensivo y la combinación de armas, movilizando y desplegando sus fuerzas antes que sus contendores y llevando la guerra a los territorios bolivianos y peruanos. : 163  El ejército chileno desembarcó tropas en lugares determinados para separar a las agrupaciones aliadas y aislarlas de sus ciudades proveedoras.
Perú y Bolivia presentaron, en tierra, con pocas excepciones, una guerra defensiva, basándose en lo posible en fortificaciones con artillería y minas.
Tras la ocupación de Lima, la guerra tomó otro cariz, el teatro de guerra fue la sierra peruana con una considerable densidad de población que daba apoyo, cobijo y abastecimiento a las guerrillas y montoneras. En cambio las tropas chilenas se encontraban lejos de sus fuentes de abastecimiento, ya fuesen las ciudades peruanas costeras ocupadas o sus naves. Más aún, la geografía le era desconocida, difícil de transitar, y expuestos a emboscadas.
Ambos bandos utilizaron la tecnología militar moderna, tales como artillería y fusiles de retrocarga, ametralladoras, torpedos, torpederas y buques blindados. Perú utilizó minas terrestres y Chile lanchas de desembarco. Durante la guerra Perú desarrolló el submarino Toro que no alcanzó a ser utilizado y fue autohundido. Además, se diseño en Perú un globo aerostático como arma de observación y como instrumento para el disparo de proyectiles desde el aire, pero la falta de tiempo y de dinero no hicieron posible concretar el proyecto.: 129 
Para la movilización de tropas a los frentes de batalla, además del uso de la vía naval en buques de transporte y las marchas a pie, se utilizó el transporte ferroviario que era una tecnología que ya estaba incorporada por lo menos en Chile y Perú desde mediados del siglo XIX, permitiendo de este modo movilizar pertrechos y tropas de una forma más rápida y con mayor comodidad, aunque la línea férrea no siempre llegaba a todos las zonas donde se desarrollaban las acciones militares. En el caso de Perú, este también utilizó trenes blindados.
William F. Sater sostiene que las ventajas de las nuevas tecnologías como el fusil de retrocarga, con estrías, el casquillo metálico, los torpedos, los ferrocarriles y los telégrafos no fueron utilizados consecuentemente por los beligerantes, en parte por falta de infraestructura, conocimientos, personal adecuado o por faltas en la estrategia militar.
En la búsqueda de las razones del desenlace, el historiador estadounidense W. Sater postula que Chile venció a los aliados gracias a su control sobre el estrecho de Magallanes que le permitía abastecimiento expedito al contrario de los aliados que dependían de terceros países para transitar sus materiales, a su infraestructura civil y sus instituciones políticas, y lo más importante, gracias a las cualidades intelectuales y experiencia práctica de su cuerpo de oficiales. La estabilidad política había permitido formar generaciones de oficiales con, por lo menos, conocimientos básicos de su oficio.: 353 
Sater resalta el valor y la tenacidad de unidades militares aliadas que resistieron hasta más allá de su deber y la inteligencia de oficiales como Grau y Cáceres.: 354  También es extraordinariamente severo en calificar a los estrategas chilenos: J. Arteaga como «senescente»,: 353  E. Escala como «retrógrado obsesivo»,: 353  Baquedano como «primitivo»,: 353  W. Rebolledo como «hipocondríaco»: 356  y a Simpson como «alcohólico».: 356 
Durante la guerra, el buque estadounidense USS Wachusett (1861) estaba estacionado en el puerto del Callao bajo las órdenes del capitán Alfred Thayer Mahan para proteger los intereses de sus conciudadanos. Posteriormente escribió The Influence of Sea Power upon History una obra que realza la importancia del poder naval en la historia.
La guerra fue un hito dramático en la historia de América del Sur y es una de las principales de finales del siglo xix, por lo que ha atraído una considerable atención académica.

### Intervención extranjera
Algunos autores han cuestionado la idea de que el Reino Unido habría respaldado a Chile durante la guerra del Pacífico. El escritor chileno Rafael Mellafe y el historiador británico Victor Kiernan coinciden en que no existió apoyo oficial británico, y que las principales potencias europeas mantuvieron una postura de neutralidad. La difusión de esta teoría se atribuye en parte a declaraciones del secretario de Estado estadounidense James G. Blaine, quien buscaba excluir a Reino Unido de los mercados latinoamericanos.
En cambio, Estados Unidos desempeñó un papel diplomático más activo, promoviendo negociaciones y procurando influir en el desenlace del conflicto, motivado por sus intereses estratégicos en el Pacífico. Algunos diplomáticos estadounidenses, como Stephen A. Hurlbut, mantuvieron vínculos directos con autoridades peruanas, a quienes ofrecieron respaldo a cambio de concesiones económicas. Sin embargo, este enfoque fue posteriormente moderado por la administración de Chester A. Arthur.
Durante el conflicto, los países beligerantes adquirieron armas en Europa y Estados Unidos según su capacidad financiera. El Reino Unido no intervino directamente, pero sí observó con cautela el comercio de armamento, debido a antecedentes como las reclamaciones de Alabama. Empresas financieras internacionales, como Baring Brothers, mantuvieron relaciones comerciales con ambos bandos.

### Trato a combatientes

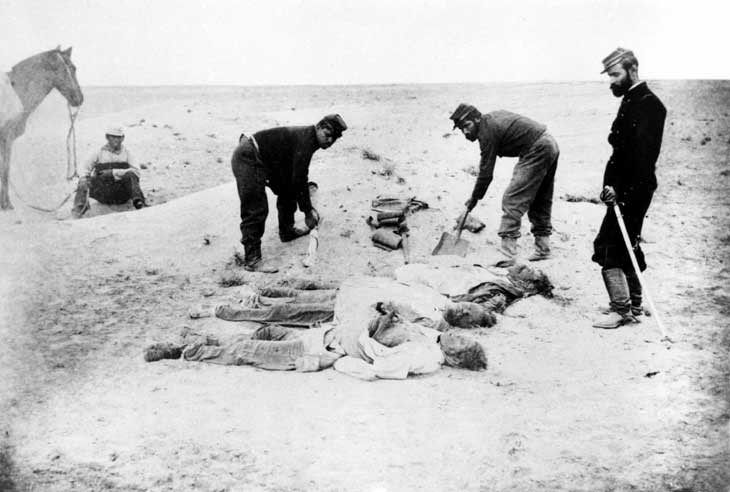
El teniente de artillería Solo Zaldívar, con dos soldados, dan sepultura a un grupo de tres soldados bolivianos muertos en la batalla de Tacna. El promontorio que se ve tras el grupo está formado por la tierra que ya cubre a otro grupo más numeroso de muertos.

Los tres beligerantes adhirieron a la Convención internacional de la Cruz Roja que protegía a heridos, prisioneros, refugiados, civiles y otros no combatientes.: 90 
Al comienzo de la guerra 30 mil ciudadanos chilenos fueron expulsados de Perú y Bolivia y sus propiedades confiscadas; la mayoría de ellos terminaron en puertos, botes y pontones peruanos a la espera de alguna oportunidad de ser transportados a Chile en barco. Se estima que 7 mil de ellos se enlistaron en los batallones chilenos que salían hacia el norte y su resentimiento tendría un impacto sobre la guerra.: 160  En Chile, los ciudadanos peruanos y bolivianos no fueron expulsados.: 162 
Los tres ejércitos beligerantes son acusados de cometer saqueos, peruanos y chilenos se acusan mutuamente de haber rematado tras los combates a soldados enemigos heridos.: 167  El historiador peruano Hugo Pereyra Plasencia opina que:

Hay que tener muy claro que el conflicto no fue un enfrentamiento entre demonios y ángeles, sino (lo que es muy diferente) entre invasores e invadidos. Los excesos ocurrieron en ambos bandos. Las atrocidades cometidas por las fuerzas chilenas, además de haber sido objetivamente más numerosas, tenían su origen y fisonomía en una guerra de agresión y de invasión, lo que sin duda las hacía pasibles de una condena más contundente. No obstante, las mujeres muertas durante el exterminio de la guarnición chilena de Concepción, en julio de 1882, hacen recordar que no hay guerra que no sea cruel ni inhumana, por más explicaciones que se den a los hechos.

Dado que la ley internacional no permitía ataques de civiles contra fuerzas de ocupación, el líder de la resistencia peruana en la Sierra, Andrés Avelino Cáceres, justificaba los crímenes peruanos contra los prisioneros y enfermos chilenos con el argumento:«Declarados fuera de la ley, anatema que los excluye hasta del seno de la humanidad, no se creían obligados a reconocer en sus opresores derechos que se les negaba.»
Después de la batalla de Chorrillos murió el oficial de estado mayor Baldomero Dublé Almeyda quien cayó herido cuando intentaba junto a otros oficiales contener los desmanes de algunos insubordinados chilenos. Las tropelías del coronel Ambrosio Letelier en 1881 fueron condenadas por la justicia militar chilena.
Más allá de la carnicería en la guerra irregular de la Breña, en que el ejército chileno no consideraba como soldados regulares a los montoneros y guerrilleros: 167  quienes eran sometidos a escarmiento y represalias crueles,: 239  y en que las tropas chilenas a veces cometían abusos contra sus pobladores que desataban venganza tras venganza, en el Perú se desarrollaba un conflicto étnico y social entre su población indígena, los trabajadores chinos esclavizados en Perú y los blancos y criollos de la clase dominante. El 2 de julio de 1884 el guerrillero Tomás Laymes y tres de sus hombres fueron ejecutados en Huancayo por las fuerzas de Cáceres debido a las atrocidades cometidas por las guerrillas contra las poblaciones peruanas de villorrios y ciudades. En Ayacucho, la población indígena se rebeló contra «los blancos» y en Chincha la población negra se organizó en bandas contra los dueños de las haciendas de «Larán», «San José» y «Hoja Redonda». Solo el ejército peruano logró reprimir la revuelta. Pero también había tensiones étnicas entre negros y chinos. En Cañete, 2000 chinos fueron masacrados por negros en las haciendas «Montalbán» y «Juan de Arona».: 324 

### Saqueos y requisiciones

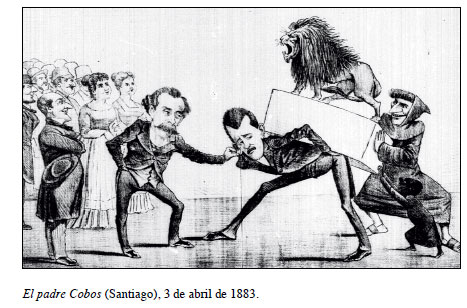
Caricatura publicada en la revista chilena El Padre Cobos en 1882. El ministro Balmaceda lava sus manos en inocencia y ordena al intendente de Santiago, Mackenna, deshacerse del pesado león peruano. La élite de Santiago observa con placer la llegada de la estatua. El padre Cobos y un niño juegan alrededor de la escena.

Los saqueos y las contribuciones de guerra durante el conflicto han sido olvidados en Chile pero son fuente de resentimiento en Perú. El historiador chileno Milton Godoy Orellana distingue cuatro casos: 1) saqueos en Chorrillos y Miraflores 2) saqueos en Lima cometidos por peruanos antes de la entrada de las tropas chilenas a la ciudad 3) confiscación de locomotoras, rieles, imprentas, armas, etc, realizada por el ejército ocupante. Estas expropiaciones estaban permitidas por las leyes de guerra del siglo xix. El gobierno chileno las dirigía a través de la «Oficina Recaudadora de las Contribuciones de Guerra» cuyas tareas eran hacer inventario, confiscar, registrar y confirmar el envío a Chile tanto como el destinatario y el remitente. El propósito de la confiscación era obtener la paz. No existe una lista general de los bienes confiscados, pero muchos de los envíos quedaron registrados en cartas oficiales y privadas, artículos en periódicos, listas de cargas navieras, etc. 4) la requisición de bienes culturales peruanos. El desarrollo de las normas internacionales relacionadas con la protección de los objetos de gran valor cultural se desarrolló en los siglos xviii y xix, pero la idea de proteger los bienes culturales surgió en Europa en el siglo xviii.
El Código Lieber de 1863, que protegía incondicionalmente los objetos de arte en un conflicto armado (Art. 35), expresamente consentía la utilización de propiedad cultural como reparación de guerra (Art. 36). El historiador chileno Sergio Villalobos señala que los Estados Unidos de América aceptaron en 1871 la confiscación de obras de arte, pero que el proyecto de una declaración internacional concerniente a las leyes y costumbres de guerra de 1874 consideraba que los objetos de arte debían ser protegidos.: 230  En marzo de 1881 el Gobierno de Ocupación requisó 45 000 libros de la Biblioteca Nacional del Perú,: 230  pero de hecho muchos de ellos fueron vendidos por peruanos en Lima por lo que es discutido cuantos de los libros quedaron en manos chilenas.
Cuando en marzo de 1881 comenzaron a aparecer los libros, la opinión pública en Chile comenzó a discutir sobre la legitimidad de la confiscación de libros, óleos, estatuas, etc, o «robo internacional» como lo describió un periodista del periódico La Época. El 4 de febrero de 1883 en una sesión de la Cámara de Diputados de Chile, el diputado Augusto Matte Pérez interpeló al ministro del interior José Manuel Balmaceda sobre los «oprobiosos y humillantes» cargamentos de bienes culturales peruanos. El diputado Montt exigió la devolución de los bienes y fue apoyado por sus colegas McClure y Puelma. El ministro prometió impedir futuras exacciones y repatriar los objetos mencionados en la discusión. Asimismo, en 1884, Ricardo Palma, una vez nombrado director de la Biblioteca Nacional del Perú, solicitó y obtuvo del presidente Domingo Santa María la devolución de 10 000 libros sustraídos. Sergio Villalobos considera que no había justificación para el robo.: 233 

## Consecuencias

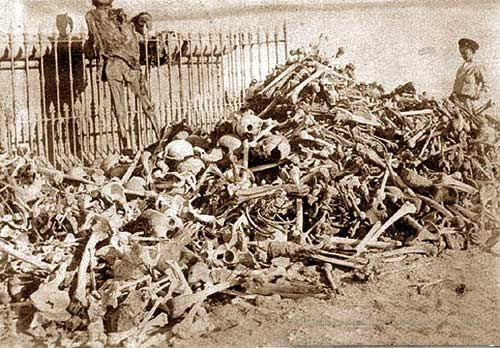
Restos humanos de soldados bolivianos, peruanos y chilenos exhumados de tumbas temporales para ser sepultados definitivamente en el Mausoleo de Tacna en 1910.

La guerra del Pacífico tuvo una serie de consecuencias económicas, políticas, territoriales y sociales entre los beligerantes. Hubo cesiones de territorio definitivas y otras temporales, la pérdida o el acceso de nuevos recursos naturales, cierto grado de resentimiento en los países vencidos, y además provocó una serie de disputas y reclamaciones futuras entre los involucrados que serían resueltos con nuevos acuerdos internacionales.
Chile, tras su victoria, tomó posesión no solo de una importante extensión territorial, sino también de enormes depósitos salitreros, guaneros y cupríferos que beneficiaron ampliamente la construcción de nuevas obras públicas, como puertos y ferrocarriles y obras sociales que modernizaron el país, así como también sirvieron para potenciar las fuerzas armadas, convirtiéndose en una de las más fuertes del continente. Por otra parte, Chile también con la victoria en la guerra aumentó su influencia política en la región y que se vio posteriormente reflejada en algunos sucesos como la crisis de Panamá en 1885 con una demostración de poder. Durante los siguientes años, Chile tendría que hacer frente a una serie de disputas con Bolivia y Perú, pero también con Argentina.
El salitre fue la principal fuente de riqueza de Chile hasta el descubrimiento del salitre sintético por los alemanes, durante la Primera Guerra Mundial, y la Gran Depresión en 1930 que pondría fin al auge salitrero.
Para Perú, la guerra, además de la pérdida de territorio de la provincia litoral de Tarapacá y de la provincia de Arica, también perdió sus valiosos recursos naturales, significó la destrucción de parte de su infraestructura, un descenso de la producción y el comercio, y la ruina de su economía en muchos aspectos como la depreciación del billete fiscal y la desaparición de la moneda metálica. El período posterior es conocido como la Reconstrucción Nacional durante el cual se realizaron trabajos de recuperación, pero también cambios políticos y sociales. También el país debió pasar por grandes divisiones sociales producto de la guerra, por un lado, estaban los campesinos indígenas de la Sierra, y por el otro, los terratenientes. Las autoridades peruanas de turno debieron someter a esos campesinos para evitar una rebelión generalizada. Posteriormente, Perú debió saldar con Chile los asuntos pendientes del Tratado de Ancón, entre ellos, la suerte de Tacna y Arica con el plebiscito previsto, que por variadas razones no pudo llevarse a la práctica, provocando tensiones entre ambos países. Finalmente, solo en 1929 se logró la firma del Tratado de Lima que resolvió los asuntos pendientes. : 473 
Con respecto a Bolivia, con la anexión chilena de su litoral, perdió su única salida soberana al océano Pacífico, quedando relegada a una condición de Estado sin litoral, y perdiendo igualmente los recursos naturales del lugar. Las negociaciones para la firma de un tratado de paz se prolongaron hasta 1904. Paralelamente a la cuestión del litoral, estaba el asunto de la Puna de Atacama de 75 000 km². Al finalizar la guerra, Chile consideraba suya esa zona según el Pacto de Tregua. El Litigio de la Puna de Atacama fue una disputa de límites entre Chile, Bolivia y Argentina, la cual se resolvió en 1899 mediante un arbitraje estadounidense que resolvió que una parte menor de la Puna de Atacama quedaba para Chile y el resto para Argentina.
Una vez terminada la guerra, surgieron reclamos por los daños causados por la guerra a las propiedades nacionales de países neutrales. En 1884 se constituyeron los Tribunales Arbitrales cada uno con tres jueces, uno nombrado por Chile, otro nombrado por el país del demandante y el último juez nombrado por Brasil, para, de esa manera, juzgar sobre reclamaciones de ciudadanos de Gran Bretaña (118), Italia (440), Francia (89) y Alemania. El tribunal italiano acogió demandas de ciudadanos belgas y el tribunal alemán de ciudadanos austriacos y suizos. Ciudadanos españoles se entendieron directamente con el Estado de Chile y los estadounidenses no se acogieron a la medida en aquel entonces. De acuerdo a las normas internacionales para aquel entonces vigentes, fueron desatendidos los casos en que: los extranjeros tenían residencia habitual en los países beligerantes, el lugar en cuestión había sido zona de combate (el caso de Chorrillos, Arica, Miraflores, Pisagua y Tacna) y los daños habían sido causados por soldados fuera de la jerarquía (desertores, perdidos). Solo un 3,6 % de la cantidad demandada fue concedida por los tribunales.: 259–262 

## Posguerra

### Tratado de paz entre Chile y Bolivia
La paz definitiva entre Chile y Bolivia fue sellada con el Tratado de 1904 entre Chile y Bolivia, por el cual Bolivia definitivamente reconoce la permanente soberanía chilena sobre el Departamento del Litoral, con lo que renunció a una salida soberana al Pacífico. Chile, a su vez, garantizó libre tránsito de bienes bolivianos, exentos de impuestos, entre los puertos chilenos y Bolivia, además de la construcción del Ferrocarril Arica-La Paz.
A pesar del nuevo tratado, la aspiración a una salida al mar ha sido un tema recurrente en la política interior y exterior de Bolivia, así como una causa habitual de tensiones entre ambos países. Aún en la actualidad se han dado períodos de rotura de relaciones diplomáticas y demandas ante tribunales internacionales. Bolivia incluyó en su Constitución de 2009 el tener un derecho irrenunciable a los territorios actualmente chilenos. Sin embargo estas alegaciones en contra de los tratados no han sido respaldadas por la Corte Internacional de Justicia en la demanda boliviana a Chile ante La Haya.

### Tratado de Lima
Tras la firma del Tratado de Ancón (20 de octubre de 1883), la región de Tarapacá fue cedida a Chile y las provincias de Arica y Tacna quedaron bajo administración chilena por un lapso de diez años, al cabo del cual un plebiscito decidiría si quedaban o bajo soberanía de Chile o si volvían a Perú. Sin embargo, este nunca pudo llevarse a cabo.
Décadas más tarde se firmó el Tratado de Lima (3 de junio de 1929), que contó con la mediación de Estados Unidos. En este tratado se decidió que gran parte de la provincia de Tacna fuese devuelta a Perú mientras que Arica y el resto fuese definitivamente cedido a Chile.
Las relaciones entre Chile y Perú posteriores al Tratado de Lima han sido más cordiales que entre Chile y Bolivia, aunque ha habido roces diplomáticos y de soberanía marítima, incluyendo también un fallo de la Corte de La Haya. Sin embargo ambas naciones mantienen relaciones diplomáticas continuas, cooperan en comercio internacional, forman parte de la Alianza del Pacífico para promover la integración mutua y un comercio estratégico conjunto en Asia, e invierten ampliamente entre ellos. Esto ha generado un rápido crecimiento para ambas economías y un creciente intercambio cultural.